# Église Saint-Nicolas de Meulan
Pour les articles homonymes, voir église Saint-Nicolas.
L'église Saint-Nicolas est une église catholique paroissiale située à Meulan-en-Yvelines, en France. C'est, depuis la Révolution française, la seule église catholique de la ville. Derrière sa sobre façade néo-classique de 1764, accostée d'un clocher purement fonctionnel de la même année, et derrière ses murs latéraux délabrés sans aucun caractère, se dissimule un édifice gothique édifié en deux campagnes au troisième quart du XIIe siècle et au premier quart du XIIIe siècle, en ce qui concerne les deux premières travées. L'église Saint-Nicolas se distingue surtout par son plan à déambulatoire sans chapelles rayonnantes, et sans transept. Assez curieusement, les quatre piliers cylindriques du rond-point de l'abside portent des chapiteaux à volutes d'angle d'un style roman archaïque. Sinon, l'on trouve des chapiteaux gothiques à feuilles d'eau et à feuilles d'acanthe de bon niveau, et encore sept voûtes d'ogives à grosses nervures subsistant de la première campagne de construction. Cependant, l'église est restée inachevée, et l'étage des fenêtres hautes n'a jamais été construit. Le vaisseau central est donc sombre. Au premier quart du XVIe siècle, l'on s'est résolu à le couvrir de voûtes situées à un niveau inférieur à celui initialement prévu, ce qui a conduit à la condamnation des fenêtres latérales provisoires. En plus, l'église souffre depuis plusieurs siècles de l'instabilité du terrain, et les voûtes des deux premières travées ainsi que le mur du bas-côté sud ont dû être refaits en 1765. Cette campagne a conduit à un appauvrissement de l'architecture, mais a le mérite de ne pas avoir introduit d'éléments de style néo-classique dans l'espace intérieur, qui reste donc entièrement gothique. Les claveaux des anciennes voûtes ont été réemployés. Plus problématiques, sur le plan esthétique, sont les remaniements et ajouts des années 1870. Depuis, le sanctuaire est affublé de balustrades d'un style très lourd plaquées devant les murs hauts, et une chapelle de la Vierge néo-gothique s'ouvre depuis la travée d'axe du déambulatoire. Après de longues hésitations dues au passage d'un tunnel ferroviaire sous l'église, elle a finalement été classée aux monuments historiques par arrêté du 30 mars 1978. Sa restauration intégrale se fait toujours attendre. L'église Saint-Nicolas est aujourd'hui au centre du secteur paroissial rive de la droite de la Seine, et l'Eucharistie y est célébrée chaque dimanche à 10 h 30 (et à 10 h pendant les mois d'été).

## Localisation

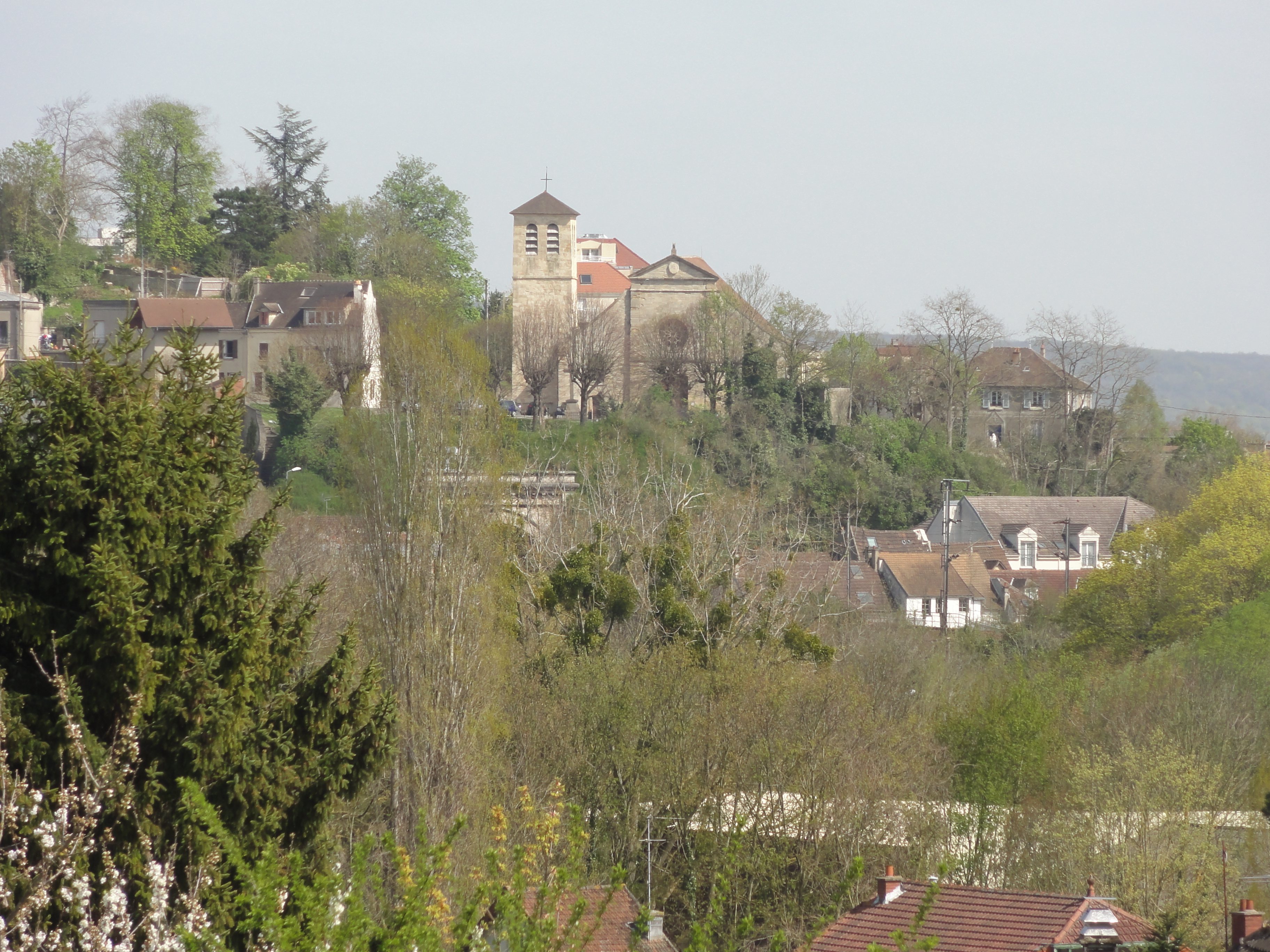
Vue depuis l'ouest.

L'église est située en France, en région Île-de-France, dans le département français des Yvelines, dans le parc naturel régional du Vexin français et dans la vallée de la Seine, sur la rive droite du fleuve, sur la commune de Meulan, au nord du centre-ville à l'écart du quartier commerçant, rue de l'Église. Elle est implantée sur les hauteurs de la ville, avant la chute du plateau abritant le quartier du Paradis dans la vallée de la Seine, au-dessus du tunnel de la voie ferrée de Paris à Mante-la-Jolie par Conflans-Sainte-Honorine. À l'approche de l'église, la rue se divise en deux bras et contourne l'édifice par le nord et par le sud, en rasant ses murs latéraux. En raison de la déclivité du terrain, le chevet et la partie sud de l'église sont bâtis sur une terrasse, confortée par un mur de soutènement, et il n'y a qu'un petit parvis devant la façade. Depuis la pelouse en pente qui fait suite au parvis, l'on bénéficie d'une vue panoramique en direction de l'ouest, sur la gare et l'église d'Hardricourt.

## Histoire

### L'histoire de la paroisse

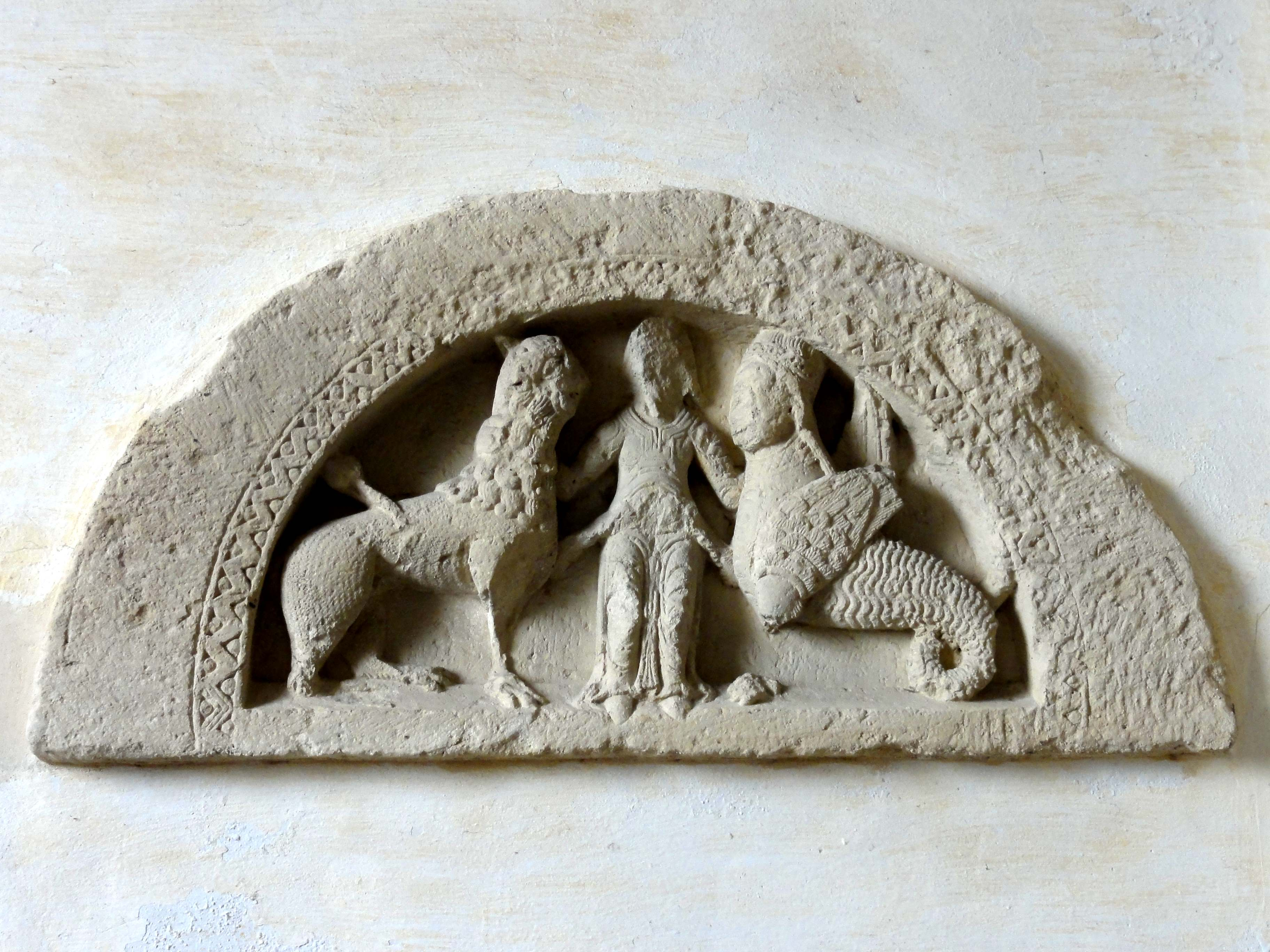
Daniel dans la fosse aux lions - tympan d'un portail roman du XIIe siècle, antérieur à l'église actuelle.

À partir de la première moitié du XIIe siècle jusqu'à la fin de l'Ancien Régime, Meulan est l'un des doyennés de l'archidiaconé du Vexin français, au même titre que Chaumont-en-Vexin, Magny-en-Vexin et Pontoise. L'archidiaconé du Vexin français, qui a son siège à Pontoise, est une subdivision de l'archidiocèse de Rouen. Saint-Nicolas est l'une des trois paroisses de la ville, les autres étant Notre-Dame et Saint-Jacques. La paroisse qui compte le plus grand nombre d'habitants et dont l'église est la plus grande est Notre-Dame, au centre-ville ancien. Il y a en plus, sur l'île de la Seine, l'église du prieuré Saint-Nicaise. La date de fondation de la paroisse Saint-Nicolas n'est pas connue. Sa première mention figure dans une charte datée de 1152, par laquelle Galeran II, comte de Meulan, confirme au prieuré Saint-Nicaise plusieurs privilèges et un grand nombre de ses biens. Le collateur de la cure de Saint-Nicolas est l'abbé du Bec Hellouin, dans l'Eure. Sous la Révolution française, l'ensemble des paroisses du département de Seine-et-Oise est regroupé dans le nouveau diocèse de Versailles.
Le décret du 4 février 1791 ordonne la réunion des trois paroisses de Meulan en une seule. Un vote des électeurs se prononce en faveur de l'église Notre-Dame, qui est la mieux placée au centre de la ville, et la plus spacieuse. Mais elle nécessite d'importants travaux de réparation, et en plus, les paroissiens de Saint-Nicolas lancent une pétition en faveur de la conservation de leur église : « L'église Saint-Nicolas est grande, régulière, belle, claire, tranquille et très sonore, rebâtie presque à neuf en 1764 […]. Le seul inconvénient est qu'il faut monter, mais en cela, elle est analogue à la montagne de l'Évangile ». Ils obtiennent gain de cause, et la suppression des deux autres paroisses est décidée le 10 novembre 1793. Pour peu de temps encore, Saint-Nicolas est la seule paroisse de la ville, puis intervient sa transformation en temple de la Raison. Le culte catholique est probablement rétabli vers la fin du printemps de 1795. L'église Notre-Dame continue d'être utilisée comme halle au blé, et n'est démolie qu'au troisième quart du XIXe siècle pour céder la place au nouveau marché. —Aujourd'hui, l'église Saint-Nicolas est au centre du secteur paroissial rive de la droite de la Seine, qui compte sept autres églises : Évecquemont, Gaillon-sur-Montcient, Hardricourt, Juziers, Mézy-sur-Seine, Tessancourt et Vaux-sur-Seine. L'Eucharistie est célébrée en l'église Saint-Nicolas chaque dimanche et les jours de fête à 10 h 30 (et à 10 h pendant les mois d'été).

### Les campagnes de construction de l'église

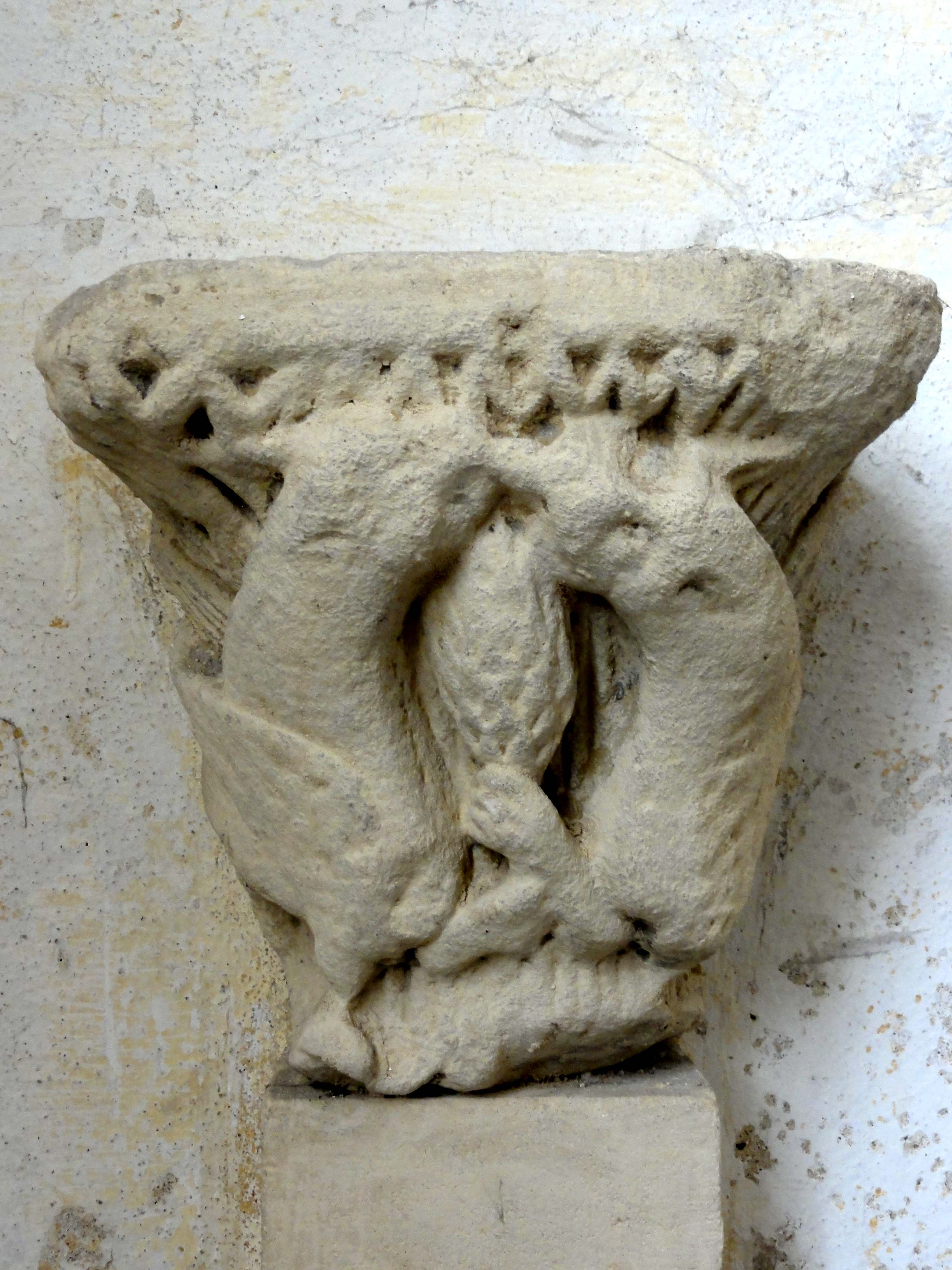
Chapiteau roman déposé.

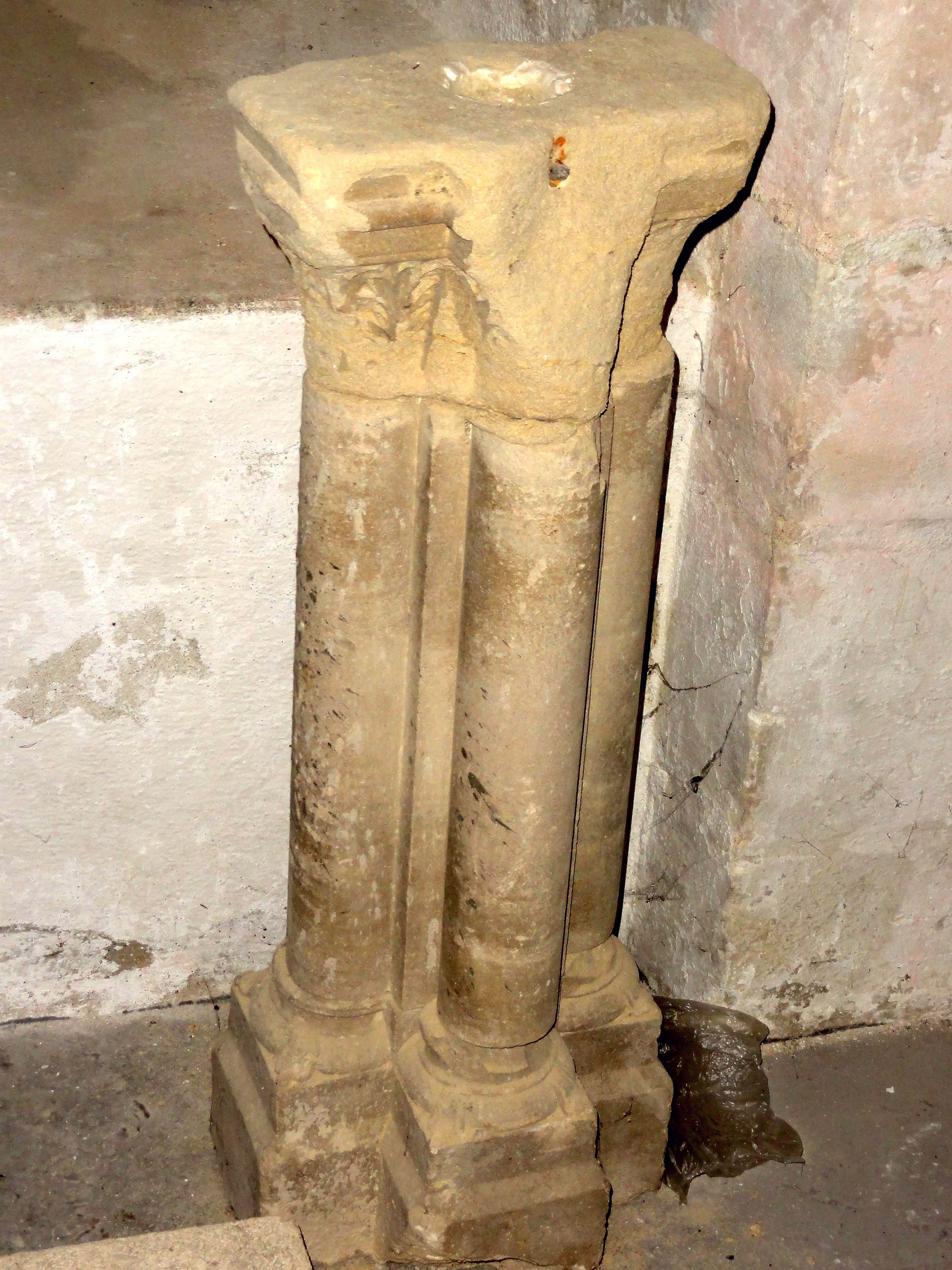
Colonnettes déposées du triforium projeté.

L'histoire de l'église Saint-Nicolas est parfaitement bien documentée à partir du XVIIIe siècle, mais les archives restent pratiquement muettes pour les siècles précédents. L'église actuelle n'est pas la première qui s'élève au même endroit. En effet, lors des fouilles préalables à la construction de la chapelle de la Vierge en 1877 (voir ci-dessous), l'on découvre le tympan monolithique d'un ancien portail latéral roman et trois chapiteaux également romans. Ces vestiges sont déposés dans le jardin du presbytère, et ne sont placés à l'intérieur de l'église qu'en 1936. Le tympan est sculpté d'un bas-relief, qui représente Daniel dans la fosse aux lions, mais l'un des deux lions prend la forme d'une chimère à tête de femme. L'hémicycle est délimité supérieurement par une ligne brisée, dont les intervalles sont occupés par des besants. Les chapiteaux sont sculptés de trois personnages ailés au corps couvert d'ailes, avec des pieds palmés ; d'un petit personnage nu, assis sur un animal dont il tient la gueule et la queue ; et d'animaux ailés couverts d'écailles. Seulement le dernier subsiste à ce jour,.
La construction de l'église gothique actuelle s'effectue en deux principales étapes, sans compter les remaniements et extensions ultérieures, mais elle n'est jamais achevée selon le projet initial, plus ambitieux que le résultat aujourd'hui en place. Le chantier commence par le chevet, ou par les quatre piliers cylindriques isolés avec leurs gros chapiteaux à volutes d'angle assez fruste, qui sont d'allure romane. Tout le reste de l'église est de style gothique. La première campagne de travaux s'arrête avec les piliers à l'intersection entre la troisième et la deuxième travée de la nef et des bas-côtés. Ici, les chapiteaux sont sculptés de feuilles d'eau, au nord notamment, et de feuilles d'acanthe, au sud surtout. Par les travées issues de la première campagne, l'église Saint-Nicolas s'inscrit dans le groupe des toutes premières églises gothiques du Vexin dans la mouvance du massif occidental de la basilique Saint-Denis, au même titre que Chars et Lavilletertre, ou le déambulatoire de Saint-Maclou de Pontoise. Le plan très particulier à déambulatoire, mais sans chapelles rayonnantes ni transept, est influencé par la cathédrale Notre-Dame de Paris de Maurice de Sully. Il est propre à un petit nombre d'édifices d'Île-de-France, à savoir Deuil-la-Barre, Domont, Fontenay-en-Parisis et Gonesse à la période gothique ; Le Mesnil-Amelot à la période flamboyante ; et Mareil-en-France à la Renaissance. Nettement plus tardive est la deuxième campagne de travaux, qui a donné les deux premières travées. Ses chapiteaux de crochets évoquent le premier quart du XIIIe siècle. Le nombre accru de colonnettes qui cantonnent les piliers va a l'encontre de la tendance générale, mais s'explique facilement par le fait que la première travée du bas-côté nord sert de base au clocher démoli en 1764.
Tant sous la première que sous la deuxième campagne, les travaux s'arrêtent avant la fin du deuxième niveau d'élévation. Ce deuxième niveau d'élévation ne comporte actuellement que des murs aveugles, sauf dans l'abside. Initialement, il comporte deux étroites fenêtres par travée de chaque côté, qui étaient sans doute destinées à être transformées en triforium : un groupe de trois petites colonnettes à chapiteaux retrouvé lors des travaux de restauration parle dans ce sens. Les baies existent toujours, mais sont bouchées par des carreaux de plâtre, et leur moitié supérieure est coupée par les voûtes. En attendant la mise en œuvre du troisième niveau d'élévation, celui des fenêtres hautes définitives, ainsi que des voûtes d'ogives, le vaisseau central est recouvert d'une charpente en carène renversée, dont l'existence ancienne est démontrée par le réemploi de certains éléments dans la charpente des années 1760 actuellement en place. Quant au projet de la construction d'un étage de fenêtres hautes, il est démontré par les piliers fasciculés, qui traversent les voûtes actuelles et s'arrêtent exactement au même niveau que les murs gouttereaux, qui est donc inférieur au niveau envisagé pour les chapiteaux des hautes-voûtes. Depuis les combles des bas-côtés, l'on peut également voir les dosserets des arcs-boutants que la nef devait recevoir. À Beaumont-sur-Oise, Ennery et Livilliers, l'étage des fenêtres hautes n'a également jamais été entrepris, mais l'on ne visait sans doute pas la même hauteur pour le vaisseau central, car les chapiteaux du second ordre ont néanmoins été réalisés, et se situent avant la limite du second niveau d'élévation. Si la nef de Beaumont a seulement reçu des voûtes factices néo-gothiques en 1878 et si la nef d'Ennery reste simplement plafonnée de bois, tout le vaisseau central de l'église Saint-Nicolas est quant à lui voûté d'ogives au premier quart du XVIe siècle, dans le style gothique flamboyant. Le bas-côté nord est revoûté à la même époque. Les instabilités du terrain, qui motiveront encore plusieurs campagnes de remaniements et de restauration à l'époque moderne, ont sans doute eu raison des premières voûtes. Le voûtement du vaisseau central apporte la condamnation des fenêtres hautes provisoires au nord et au sud, qui recevaient le jour grâce au recouvrement du bas-côté nord par un toit en bâtière parallèle au vaisseau central, et au recouvrement du bas-côté sud par des toits en pavillon individuels pour chaque travée.

### Les reconstructions de 1764-1766

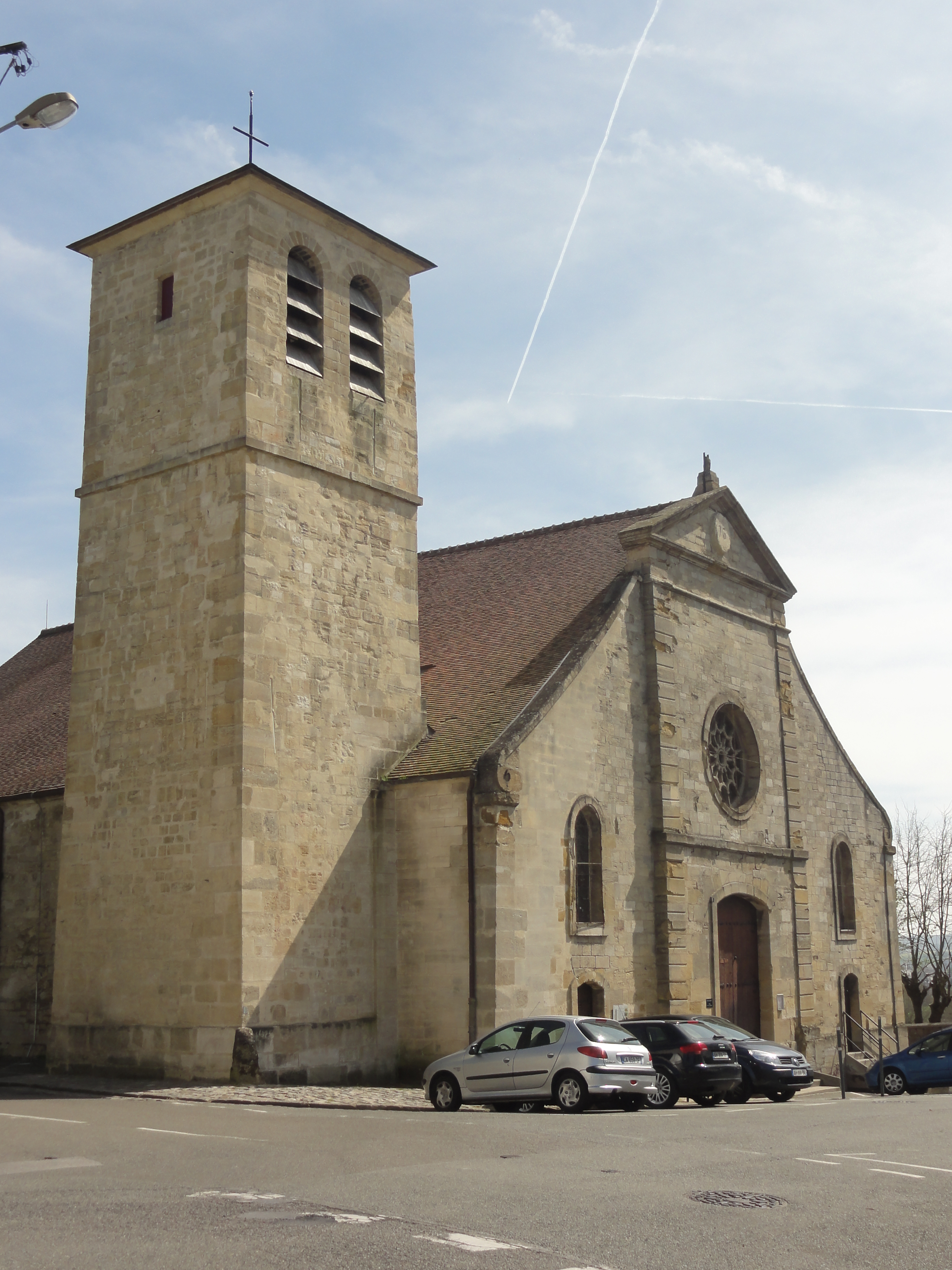
Le clocher de 1764 et la façade occidentale.

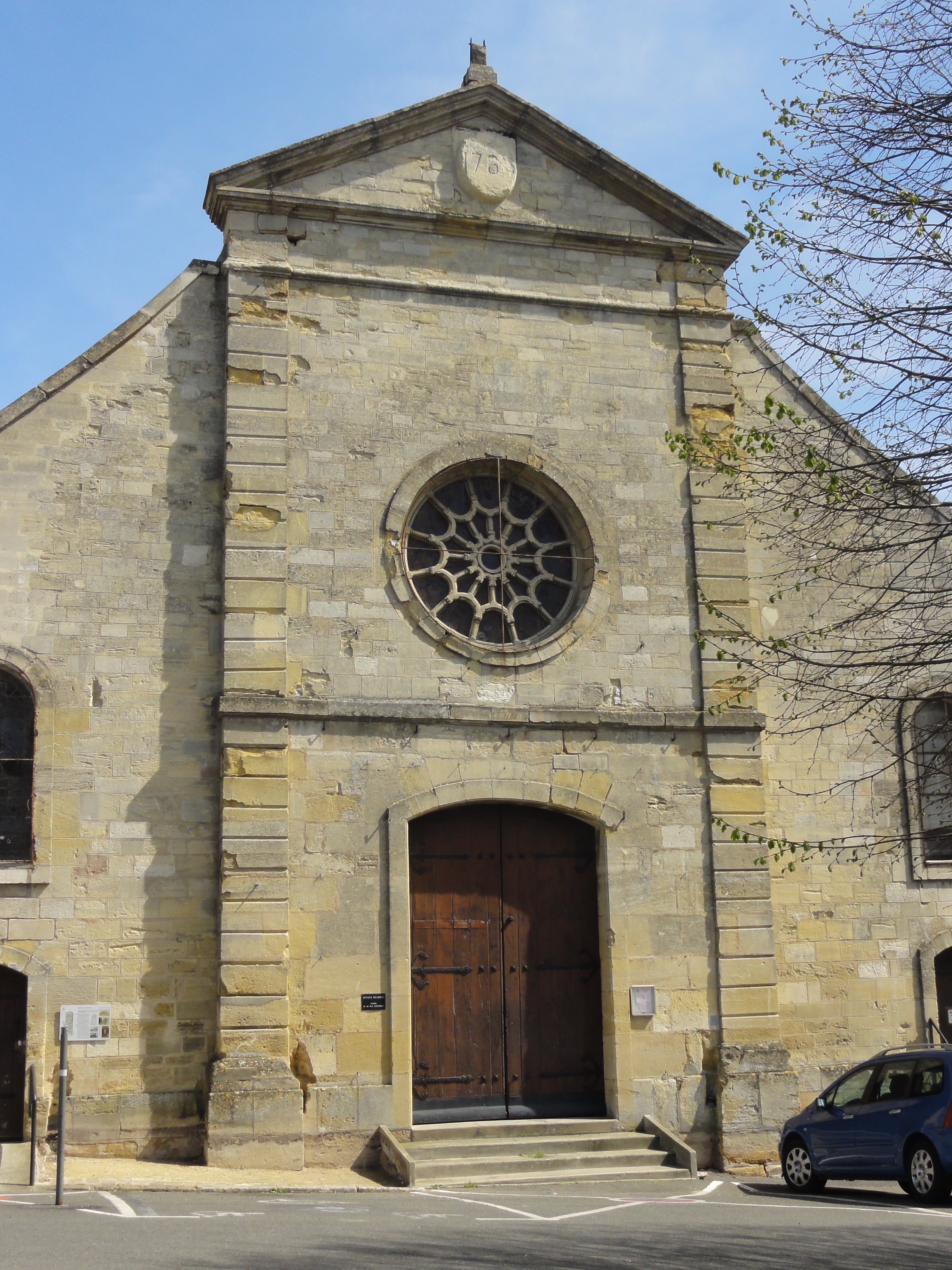
La façade de 1764.

L'église souffre depuis plusieurs siècles d'une instabilité notoire, qui résulte de mouvements du terrain. Elle est aggravée par la suppression des contreforts entre 1764 et 1766 et par les travaux de creusement du tunnel du chemin de fer, qui durent trente-et-un mois. Puis, depuis l'inauguration de la ligne en avril 1892, l'édifice est soumis à des vibrations lors du passage de convois lourds. Grâce aux documents conservés aux archives communales, il est possible de retracer l'évolution de l'église et les travaux entrepris à partir du XVIIIe siècle. En 1733, un état des lieux est dressé. Il constate, entre autres, que « les voûtes effraient ceux qui ne sont pas accoutumés à les voir ». La somme de 600 livres léguée par Nicolas Langlois pour la décoration de l'église est affectée à des travaux urgents de réparation dans le chœur et les collatéraux. La nef nécessite également des réparations, mais les décisions sont longues à obtenir, car l'entretien de la nef est à la charge du conseil de fabrique, qui ne dispose que de peu de ressources. De surcroît, le clocher fait partie de la nef, ce qui n'est pas le cas des clochers centraux de la majeure partie des églises vexinoises, qui font partie du chœur et doivent être entretenus par les gros décimateurs. Les premières démarches sont entreprises à la fin de l'année 1758. Le 22 décembre, un architecte expert est nommé en la personne de Pierre Gabriel Houdar. Il établit des plans et soumet un devis le 31 janvier 1762. Deux ans plus tard, le Parlement de Paris accorde l'autorisation pour effectuer les démolitions nécessaires, y compris celle de la partie haute du clocher « jusqu'à cinq pieds au-dessus de l'ancienne maçonnerie ». Un devis détaillé permettant de chiffrer les quantités de matériaux requis est élaboré par Pierre Picton, expert juré nommé par la Cour. Sur cette base, un marché est passé avec Nicolas Cheronnet, maître-maçon et entrepreneur en bâtiment, qui travaille avec ses deux fils. Les travaux de 1764 sont de grande ampleur. Quelques semaines après leur lancement, l'on se rend compte que même amputé de ses parties hautes, le clocher risque l'effondrement en raison du défaut de contrebutement lors de la reprise des arcades de la nef. Il est donc entièrement démoli au mois de mars 1764.
La première pierre du nouveau clocher est posée le 24 mars, les cloches sonnent pour la première fois dans le nouveau clocher le 29 mai, et le coq est posé sur le toit le 23 juin. Entretemps, le curé rend visite au chevalier Paul de Vion, seigneur de Gaillon, en son château de Gaillon, pour lui présenter les plans du nouveau portail. Au premier prêt de quinze cents livres sans intérêts déjà concédé par le chevalier, celui-ci propose de rajouter deux mille six cents livres afin de pouvoir reconstruire les voûtes et piliers des travées occidentales. Sans attendre la reprise des voûtes, la construction de la nouvelle façade est entamée le 30 juin. La croix au sommet du pignon est posée le 19 octobre, et les travaux de couverture sont terminés le 22 novembre. C'est apparemment au mois de septembre que la pile sud-est du clocher, soit le premier pilier des grandes arcades du nord, est démontée. Après une visite du chantier le 16 septembre, le chevalier de Vion préconise de démonter également le pilier en face au sud, pour une somme de deux cents livres supplémentaires. La déconstruction des deux piliers entraîne sans doute la démolition des voûtes des deux premières travées des trois vaisseaux. Elles sont ensuite remontées à l'identique, mais sans les bases moulurées d'origine. Les deux premières voûtes de la nef centrale sont reconstruites entre le 2 janvier et fin mars 1765, en réemployant les claveaux des ogives d'origine. L'on renonce cependant aux clés de voûte sculptées, aux formerets moulurés d'un tore, et au rouleau supérieur des grandes arcades, qui sont par ailleurs refaites sans réemploi des blocs taillés d'origine, dans un style purement fonctionnel. Une partie des colonnettes à chapiteaux reste désormais sans fonction. Ce sont sans doute les contraintes économiques qui évitent un remaniement dans le style néo-classique, et assurent globalement la préservation du caractère gothique de l'espace intérieur. Il en va autrement des élévations latérales. Les contreforts des murs gouttereaux sont supprimés et remplacés par des chaînages en pierre de taille. Le parement extérieur du mur gouttereau nord est refait, et les fenêtres sont repercées. Le mur gouttereau sud est totalement rebâti, en ne laissant subsister que les piliers fasciculés gothiques. Enfin, les trois vaisseaux sont recouverts ensemble par une large toiture à deux rampants. Après un moment de fermeture, l'église est partiellement remise aux fidèles après sa bénédiction par le curé en date du 31 juillet 1765. Les derniers travaux sont réceptionnés vers la mi-janvier de l'année suivante. Le dimanche 4 mai 1766, les marguilliers signent la réception des ouvrages, et les dernières traites sont payées le 1er septembre 1771.

### Les remaniements et restaurations depuis leXIXesiècle

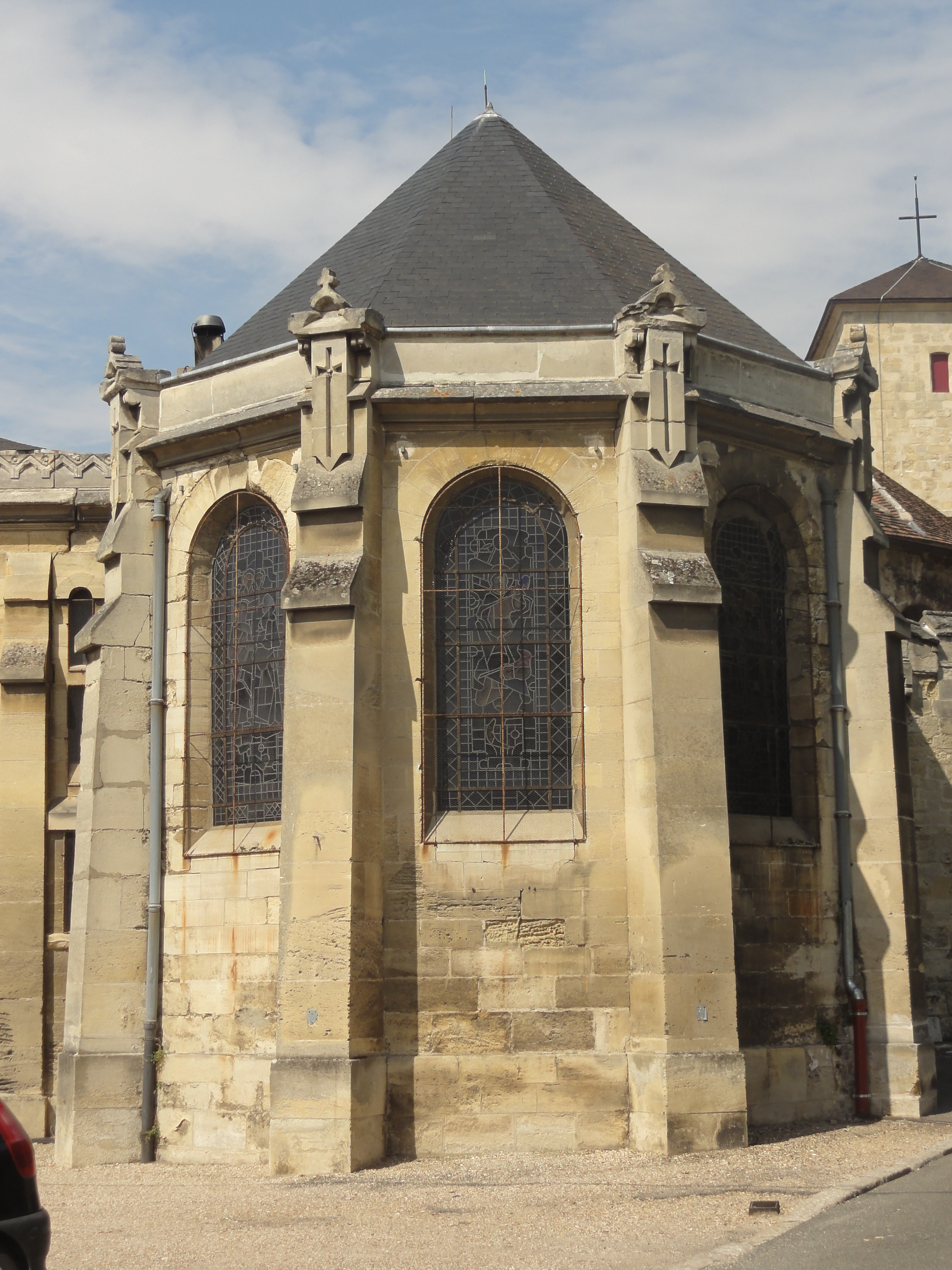
Chapelle de la Vierge.

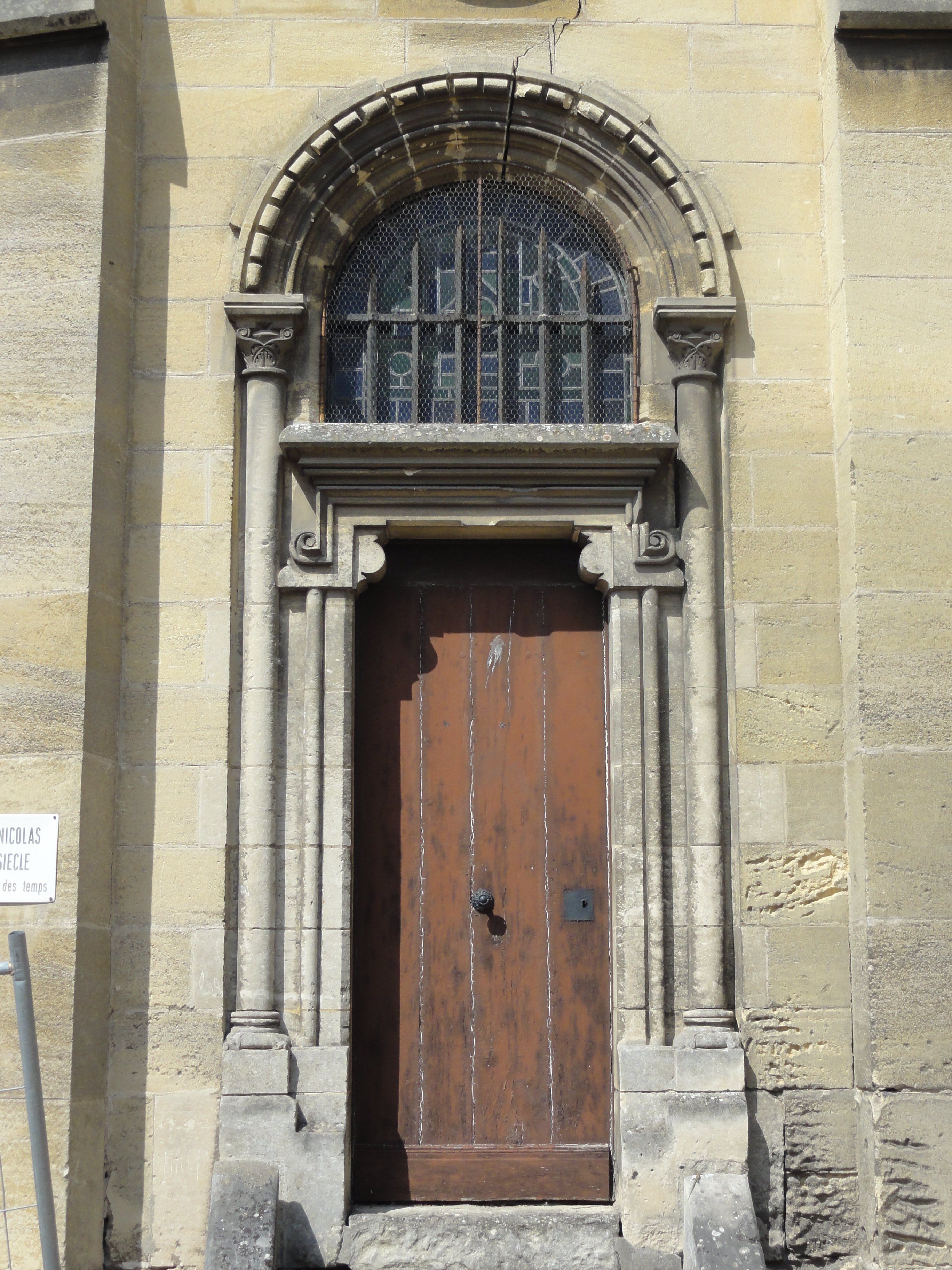
Porte de la sacristie.

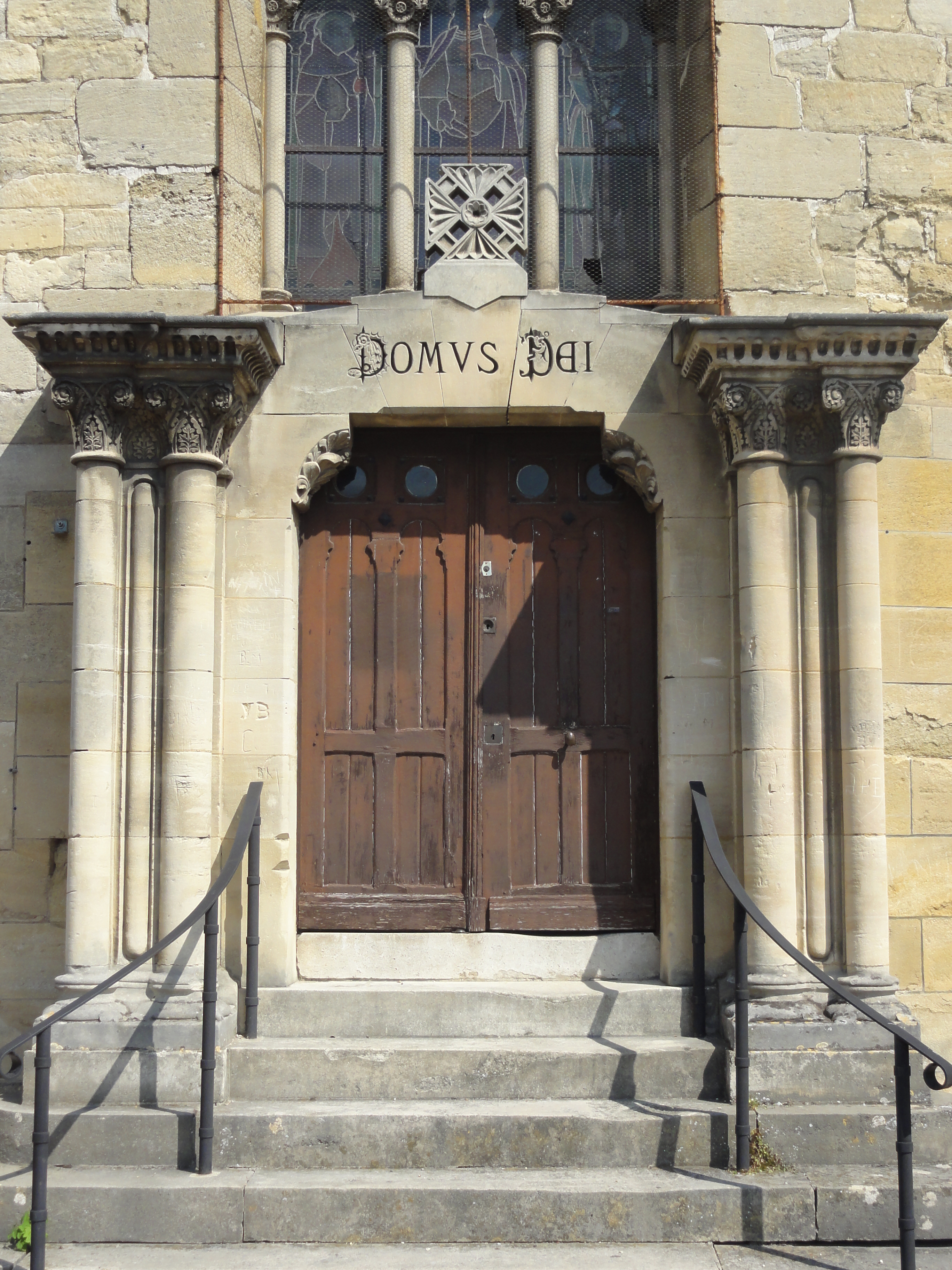
Portail latéral sud.

Entre 1822 et 1824, des travaux de gros entretien urgents et indispensables sont effectués, concernant des ouvrages de maçonnerie, de charpente et de couverture. Au mois de mai 1850, de nouveaux travaux sont rendus nécessaires par la dégradation et l'instabilité des maçonneries : « Ces travaux sont d'urgence, attendu que la plus grande partie de moellon est détérioré et que les piliers extérieurs qui soutiennent l'édifice sont en dégradation telle qu'ils ne présentent aucune solidité ». Ils se poursuivent consécutivement à une adjudication du 10 juin, mais dès le 18 août, le conseil municipal reconnaît dans sa délibération qu'ils n'assurent pas la solidité complète du monument, et sollicite le secours de l'État et du département. Le 12 septembre 1863, le conseil de fabrique signale de nouveau le mauvais état de l'édifice. Sur sa demande, un rapport et devis est dressé par l'architecte des édifices diocésains Paul Blondel, le 9 août 1864. Blondel blâme notamment la suppression des contreforts latéraux un siècle plus tôt. Il propose la reprise du parement des parties basses des murs, et l'établissement d'un massif d'accotement des murs gouttereaux. Ces travaux sont exécutés, et soldés le 23 novembre 1866. Dans un souci d'embellissement de l'église, le conseil de fabrique demande, en 1871, un projet d'aménagement du sanctuaire à l'architecte et entrepreneur Émile Duval. Ce projet est approuvé le 1er décembre 1871. Il vise à l'érection d'un nouveau maître-autel, le plaquage de balustrades devant les murs hauts de l'abside, jugés trop nus après l'enlèvement des tentures et tableaux qui garnissaient jusque-là le chevet, et l'installation de culs-de-lampe en terre cuite. Ce projet reçoit un avis défavorable de Blondel, qui met en cause des détails inadmissibles, et estime que Duval n'a pas effectué les études d'art suffisantes pour mener à bien une telle entreprise. Duval conteste auprès du préfet ce rejet, qui intervient de toute façon trop tard pour être pris en compte, car les travaux ont déjà commencé. Ils sont terminés au cours de l'année 1872. Deux ans plus tard, le conseil de fabrique fait de nouveau appel à Duval pour construire la chapelle Notre-Dame du Sacré-Cœur devant l'abside, conformément aux vœux formulés par les paroissiens et par le clergé. Ce projet est lui aussi rejeté par Blondel, qui le juge insuffisamment étudié. Le 27 février 1877, le curé adresse au préfet un projet modifié. Celui-ci tient compte des conseils du ministère des Cultes, et la consécration de la chapelle peut être célébrée le 24 mars 1878 par Mgr Pierre Goux, évêque de Versailles. La nouvelle sacristie est apparemment comprise dans ce projet. Le portail latéral sud est créé à la fin de l'année 1879. En 1890, la partie haute du clocher est restaurée, et la rosace occidentale est munie d'un nouveau remplage dessiné par Duval.
Au moment de l'ouverture de la ligne de chemin de fer de Paris à Mantes en avril 1892, la compagnie des chemins de fer de l'Ouest conclut un traité avec la municipalité. Celle-ci touche la somme de trois mille francs or, et s'engage en contrepartie à renoncer à tout recours à l'encontre de la compagnie au cas que des dégâts se produisaient à l'église. En 1910, une proposition de classement est présentée à la commission des monuments historiques. L'architecte en chef des monuments historiques, Paul Selmersheim, reconnaît la valeur des parties romanes [sic], mais émet des réserves sur le classement, eu égard le passage de la voie ferrée par le tunnel sous l'église. L'ébranlement que produit le passage d'un train lourd provoque des désordres de structure dans l'édifice, et sa conservation se trouve ainsi compromise de façon constante, sans perspective de pouvoir remédier à cette situation. Après la Première Guerre mondiale, l'église est néanmoins inscrit à l'inventaire supplémentaire des monuments historiques par arrêté du 6 juillet 1925. Mais dès septembre 1922, l'architecte en chef des monuments historiques André Ventre examine le monument, et constate d'importantes crevasses dans les deux bas-côtés. Ils semblent provenir d'un glissement de terrain dans le sens nord-sud. En 1925, c'est le clocher qui donne lieu à des préoccupations. Quand les cloches sont en mouvement, leur oscillation est directement transmis sur les maçonneries, qui sont déjà fortement crevassées. Des travaux de charpente et de toiture sont entrepris en 1926. Dès l'année suivante, l'ingénieur architecte de la ville, Roussel, signale au ministère des travaux publics l'aggravation de l'état de l'édifice. Le ministère rétorque que les témoins mis en place sur le mur sud sont restés intacts.
En 1884, le clocher est affublé d'un étage de beffroi néo-gothique terminé par une terrasse entourée d'une balustrade à jour d'un style fantaisiste. L'inconsistance de style entre ces deux éléments et leur mauvaise conception et leur mauvaise conception sont épinglées par Eugène Lefèvre-Pontalis. Philippe Oudin passe sous silence cet épisode, et ne révèle donc pas les circonstances et la date de la suppression de ces ajouts. — Des désordres plus préoccupants apparaissent dans la façade et dans le clocher vers le début des années 1950. Leurs fondations doivent être reprises. Une première tranche de travaux est effectuée par l'entreprise Léger en 1960. Or, ces travaux ne donnent pas du tout satisfaction, et les désordres s'aggravent. En 1971, la municipalité ordonne la dépose des trois cloches, qui gisent dans la première travée du bas-côté nord depuis. En 1976, une campagne d'étaiement d'urgence s'impose : le clocher menace ruine, et les voûtes des premières travées des deux bas-côtés, refaites en 1765, poussent dans le vide. La consolidation du clocher est adjugée à l'entreprise Chevalier, qui équipe le clocher d'une ossature interne en béton armé, et injecte du ciment dans les maçonneries. En 1978, un glissement de terrain à l'ouest du parvis met de nouveau à l'épreuve l'édifice. Il est enfin classé au titre des monuments historiques par arrêté du 30 mars 1978. Philippe Oudin écrit en cette même année que l'église « se trouve aujourd'hui dans l'attente d'une solution définitive pour remédier aux désordres qui l'affectent une nouvelle fois ». Mais seulement le clocher et les deux premières travées des trois vaisseaux ont bénéficié d'une restauration depuis cette date. Parmi le mobilier proprement dit, aucun élément n'est classé au titre objet. Sont toutefois classés depuis mai 1923, le tympan du portail de l'ancienne église romane et trois chapiteaux, dont deux ont été volés dans la nuit du 30 au 31 octobre 1963. La chaire à prêcher et le banc d'œuvre, qui étaient les seuls éléments antérieurs au XVIIIe siècle, avaient été classés par arrêté du 12 juillet 1912. Ils ont été rayés de la liste des monuments historiques par arrêté du 3 mars 1967 à la demande de la municipalité et du curé, qui y voyait un obstacle pour le nouvel aménagement de l'espace liturgique conformément aux préceptes du concile Vatican II.

## Description

### Aperçu général

Plan de l'église.

Régulièrement orientée, avec une légère déviation de l'axe de l'édifice vers le sud-ouest du côté du chevet, l'église se compose d'une nef de trois travées ; d'un chœur comportant une travée droite analogue aux travées de la nef et une abside à cinq pans ; de deux bas-côtés ; d'un déambulatoire ; d'un clocher latéral de 1764 au nord de la première travée du bas-côté nord ; de la chapelle de la Vierge néo-gothique dans l'axe de la travée centrale du déambulatoire ; et d'une sacristie dans l'angle entre la chapelle de la Vierge et la travée sud-est du déambulatoire. La base du clocher n'est pas intégrée dans l'espace intérieur de l'église. L'ensemble de l'église, sauf la base du clocher et la sacristie, est voûté d'ogives. La nef et le chœur sont à deux niveaux d'élévation, avec l'étage des grandes arcades et un étage de murs aveugles, sauf pour l'abside, qui est éclairée directement par de petites fenêtres hautes. L'on accède à l'église par l'un des trois portails de la façade occidental, soit un pour la nef et un pour chacun des bas-côtés, ou par le portail latéral sud dans la dernière travée du déambulatoire. La nef et la première travée du chœur sont couverts ensemble par une large toiture avec deux rampants, et un unique pignon en façade.

### Intérieur

#### Nef

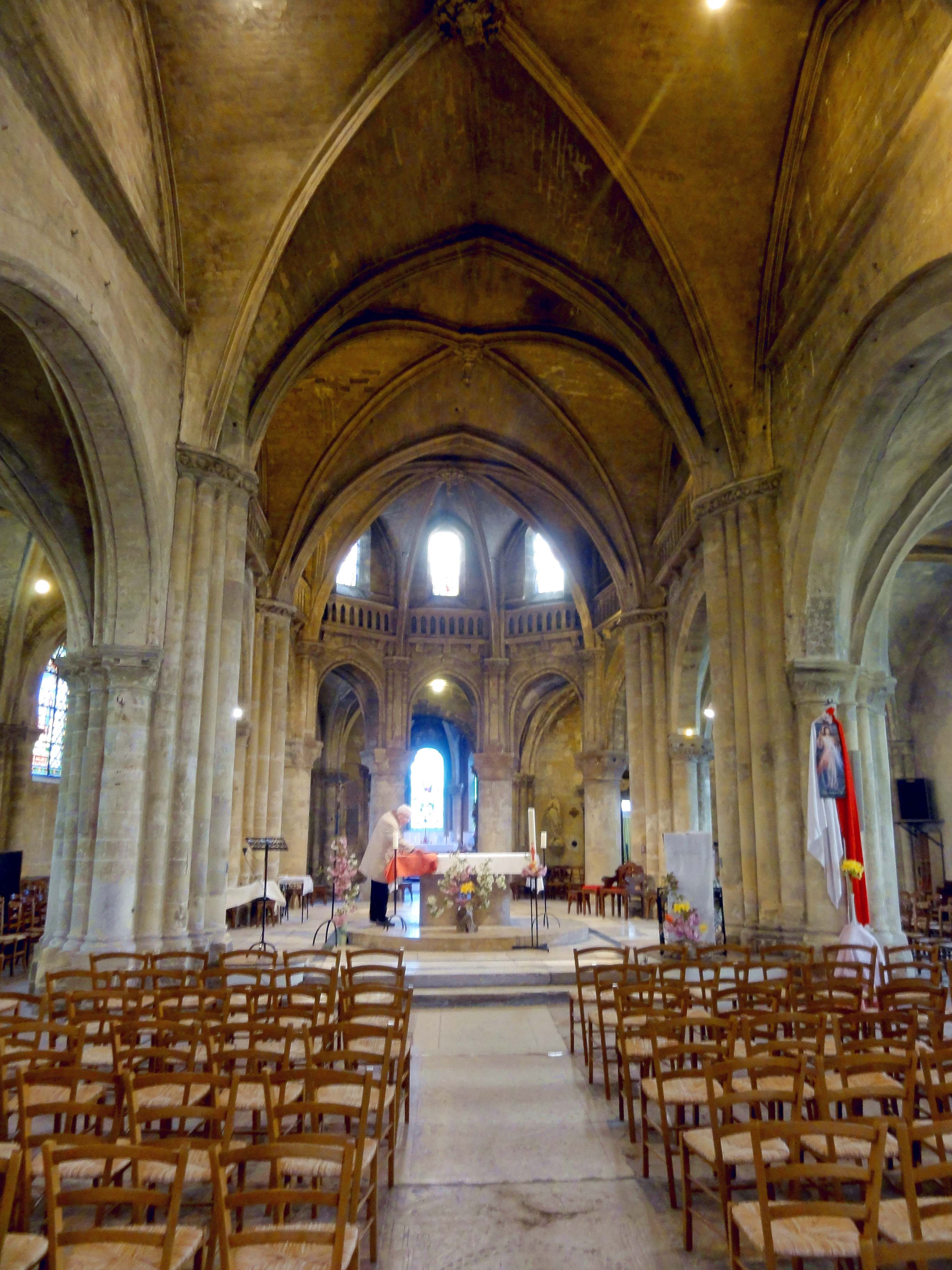
Nef, 3e travée, vue vers l'est en direction du chœur.

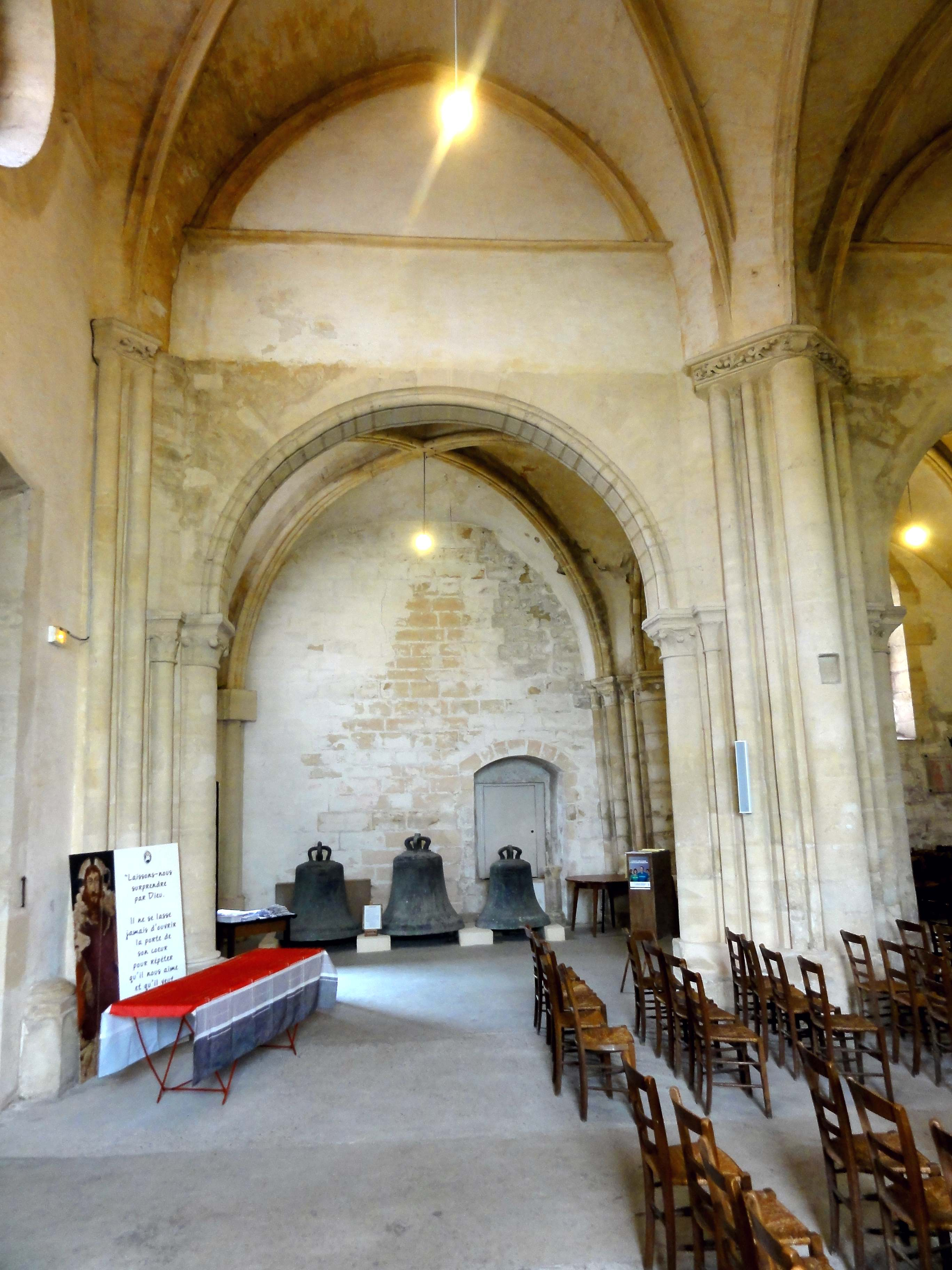
Nef, 1re travée, côté nord.

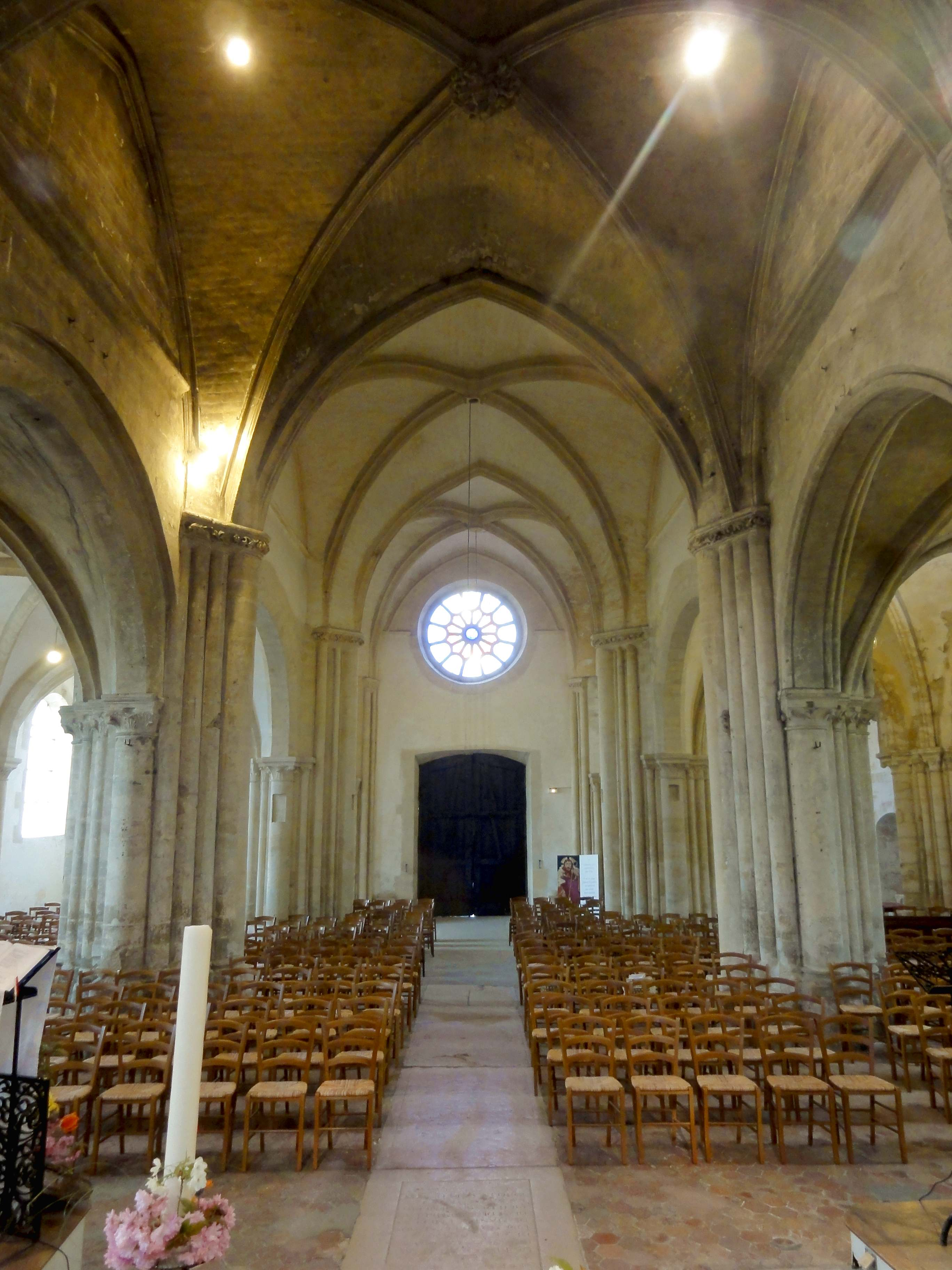
Nef, 3e travée, vue vers l'ouest en direction du portail.

La nef, tout comme par ailleurs le chœur, manque de hauteur, et est loin d'atteindre l'élancement propre aux églises gothiques antérieures à la guerre de Cent Ans. Les piliers fasciculés des hautes-voûtes dépassent à peine la hauteur des grandes arcades. Comme dans nombre d'églises flamboyantes de moindre importance, leur hauteur est équivalente à la largeur du vaisseau. Ce n'est toutefois pas leur hauteur réelle, qui est de moitié supérieure, car les piliers transpercent les voûtes et vont jusqu'à l'arase des murs latéraux. Afin de dissimuler ce fait et d'éviter un raccordement maladroit des nervures prismatiques aux fûts de colonnette cylindriques, le maître d'œuvre responsable du voûtement choisit de disposer des frises sculptées à la retombée des voûtes. Ces frises ont pour motifs des feuilles de vigne ou des rais-de-cœur, annonçant la Renaissance. Elles rappellent l'église de Chaumont-en-Vexin. C'est sans doute le changement des paradigmes à la période flamboyante qui explique le renoncement définitif à la construction d'un étage de fenêtres hautes au premier quart du XVIe siècle. Les nefs aveugles et sombres deviennent alors la règle, alors qu'elles constituaient l'exception aux XIIe et XIIIe siècles. Aujourd'hui, l'aspect sombre du vaisseau central est renforcé par l'encrassement des murs et des voûtes. Ils n'ont été nettoyés que dans les deux premières travées, celles rebâties en 1765, et il s'est alors avéré que les chapiteaux sont empâtés par un badigeon, que l'on a laissé en place. Le badigeonnage remonte sans doute à la restauration de 1765. La plupart des églises fut soumis à pareil traitement au XVIIIe siècle. Certes, le badigeon gris clair augmente un peu la luminosité de l'espace intérieur, mais la pétition des paroissiens à la période révolutionnaire exagère très largement cet aspect.
Dans la nef, il convient de distinguer les parties issues de la seconde campagne de construction au premier quart du XIIIe siècle, et celles issues de la première campagne, interrompue sans doute au troisième quart du XIIe siècle. Ces parties différent surtout par la sculpture des chapiteaux. La ligne de séparation se situe à la fin de la deuxième travée. Les piliers et doubleaux à l'intersection de la deuxième et de la troisième travée appartiennent à la première campagne. Que ce soit par pur hasard ou pas, les parties résultant de la seconde campagne sont exactement celles reconstruites en 1765, et celles qui ont bénéficié d'un nettoyage après le classement de l'église. La composition des piliers est la même pour les deux campagnes de construction, au moins du côté du vaisseau central. Tous les piliers sont accostés de quatre colonnes engagées correspondant aux rouleaux inférieurs des grandes arcades et aux doubleaux perpendiculaires de la nef et des bas-côtés. Entre deux colonnes, des faisceaux de trois fines colonnettes sont logés dans les angles rentrants des piliers. Du côté des bas-côtés, dans les parties issues de la première campagne, ce sont seulement deux fines colonnettes, qui sont nécessairement espacées davantage. Comme déjà évoqué, il peut paraître étrange que le maître d'œuvre du début du XIIIe siècle revient vers l'application du principe de l'équivalence entre le nombre de supports et le nombre d'éléments à supporter, qui confère à l'architecture une certaine lourdeur, mais la raison évidente est la nécessité de prévoir des doubleaux renforcés autour de la base du clocher, qui était la première travée du bas-côté nord. En face au sud, le souci de symétrie exigea l'adoption d'un parti analogue.
Dans les deux premières travées, l'une des fines colonnettes par faisceau était destinée au rouleau supérieur des grandes arcades, qui a été supprimé en 1765. Elle se termine par un chapiteau sans emploi à côté du grand chapiteau du rouleau inférieur des grandes arcades, qui est à l'origine mouluré d'un méplat entre deux tores Dans la troisième travée, les colonnettes au même emplacement montent jusqu'en haut. Elles devaient ici être réservées aux formerets, qui, dans les premières travées, devaient se partager les supports avec les ogives de la nef. Le nombre de colonnettes permet de savoir que les doubleaux de la nef devaient être à double rouleau à l'instar des grandes arcades, mais ils n'ont jamais été mis en œuvre selon le projet initial. Lors du voûtement de la nef au XVIe siècle, l'on donna aux doubleaux le même profil qu'aux ogives, qui affichent un profil prismatique piriforme simple, tel qu'appliqué à la quasi-totalité des voûtes flamboyantes dans le Vexin. La convergence des profils des ogives, doubleaux et formerets est également la règle pour l'architecture flamboyante dans le Vexin. Malgré le grand nombre de colonnettes disponibles, les formerets butent sur le bandeau torique horizontal, qui devaient peut-être marquer le début de l'étage du triforium. Les frises déjà mentionnées ne parviennent guère à gommer l'effet disgracieux de l'inadéquation entre les voûtes, d'un style assez léger, et les supports, conçues pour des nervures nombreuses et épaisses. La disparition de la mouluration des grandes arcades dans la deuxième travée lors des travaux de 1765 est également nuisible à l'esthétique de l'édifice, de même que le remplacement des bases des piliers de la seconde campagne par des blocs de pierre. Fort heureusement, tous les chapiteaux sont restés indemnes, et subsistent à leur emplacement d'origine. Leur sculpture est de bon niveau. Ceux du XIIIe siècle déclinent en plusieurs variantes le motif des crochets gothiques récurrent à l'époque, mais présentent aussi de petites feuilles polylobées appliquées ainsi que des feuilles de nénuphar autrement simples. Ceux du XIIe siècle sont généralement identiques autour d'un même pilier. Les feuilles d'eau règnent au nord, et les feuilles d'acanthe au sud. Également bien conservées sont les bases des colonnettes du XIIe siècle. Elles se composent, du haut vers le bas, d'un petit tore, d'une scotie, et d'un gros tore aplati flanqué de griffes végétales aux angles. Dans le domaine de la sculpture, reste à signaler la clé de voûte flamboyante de la troisième travée. Elle est ornée d'une couronne de feuillages entremêlée de têtes et d'angelots en buste à ailes déployées. Cette clé n'est plus complète.

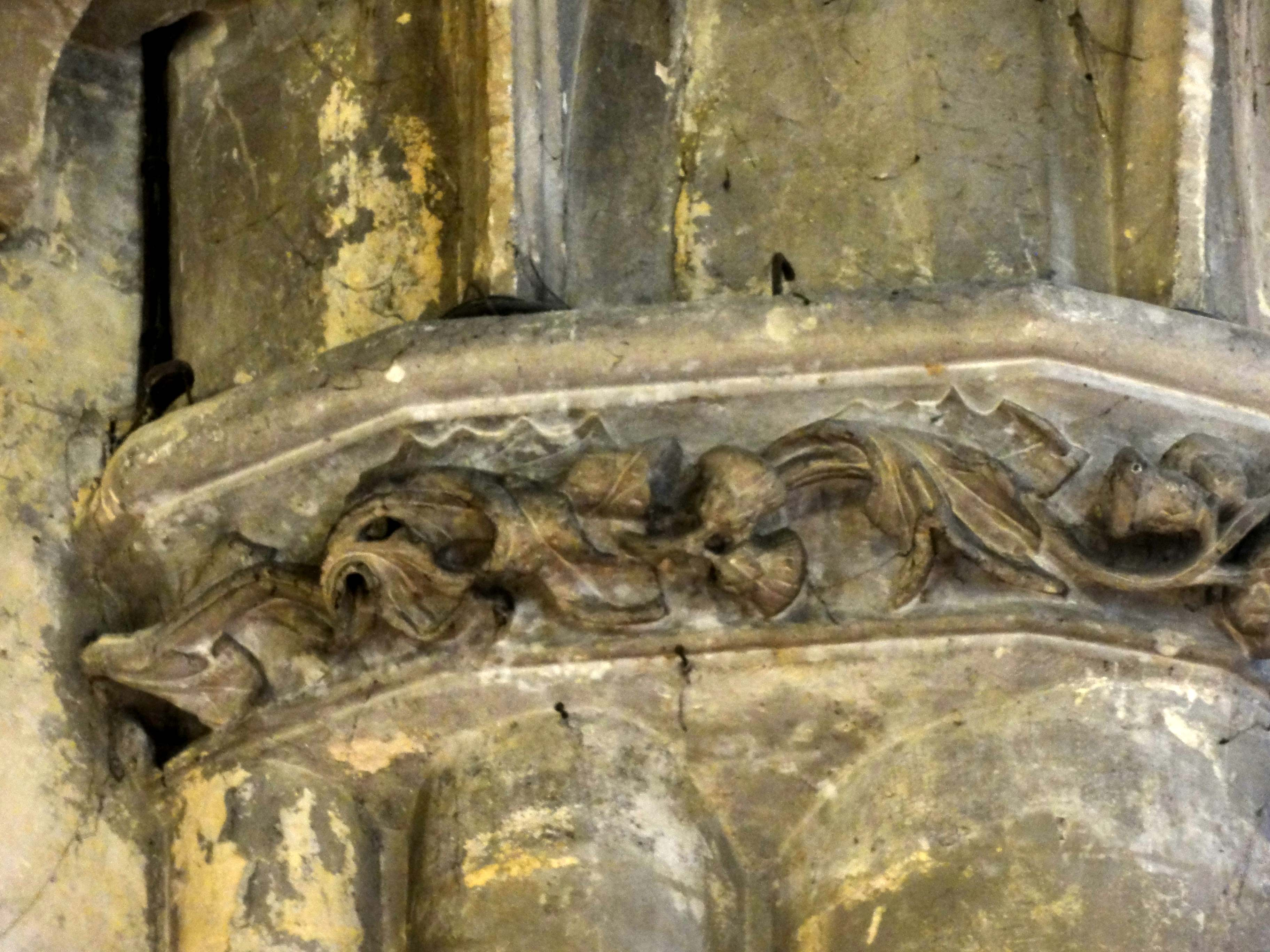
Frise du 1er quart du XVIe.
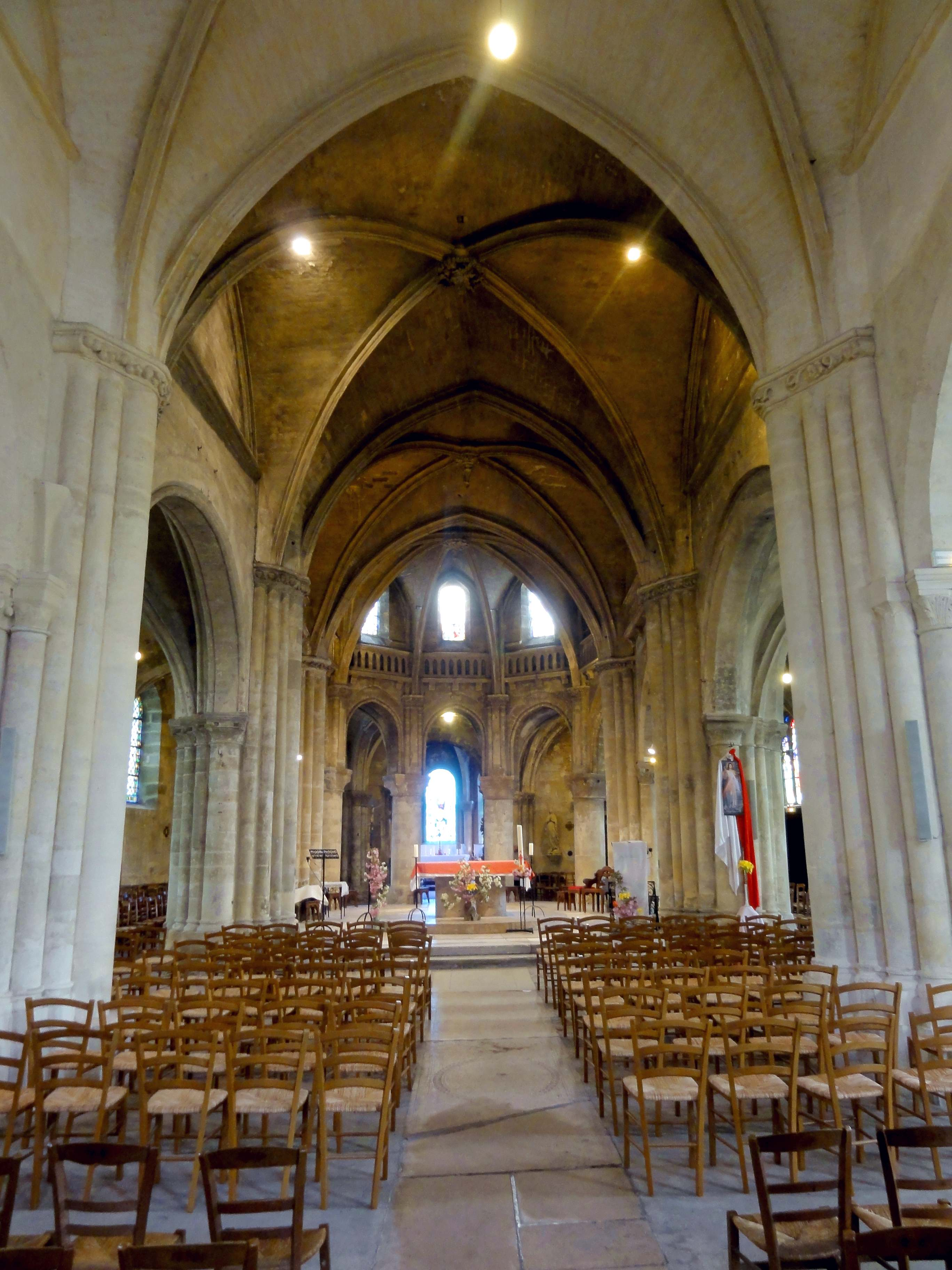
2e travée, vue vers l'est.
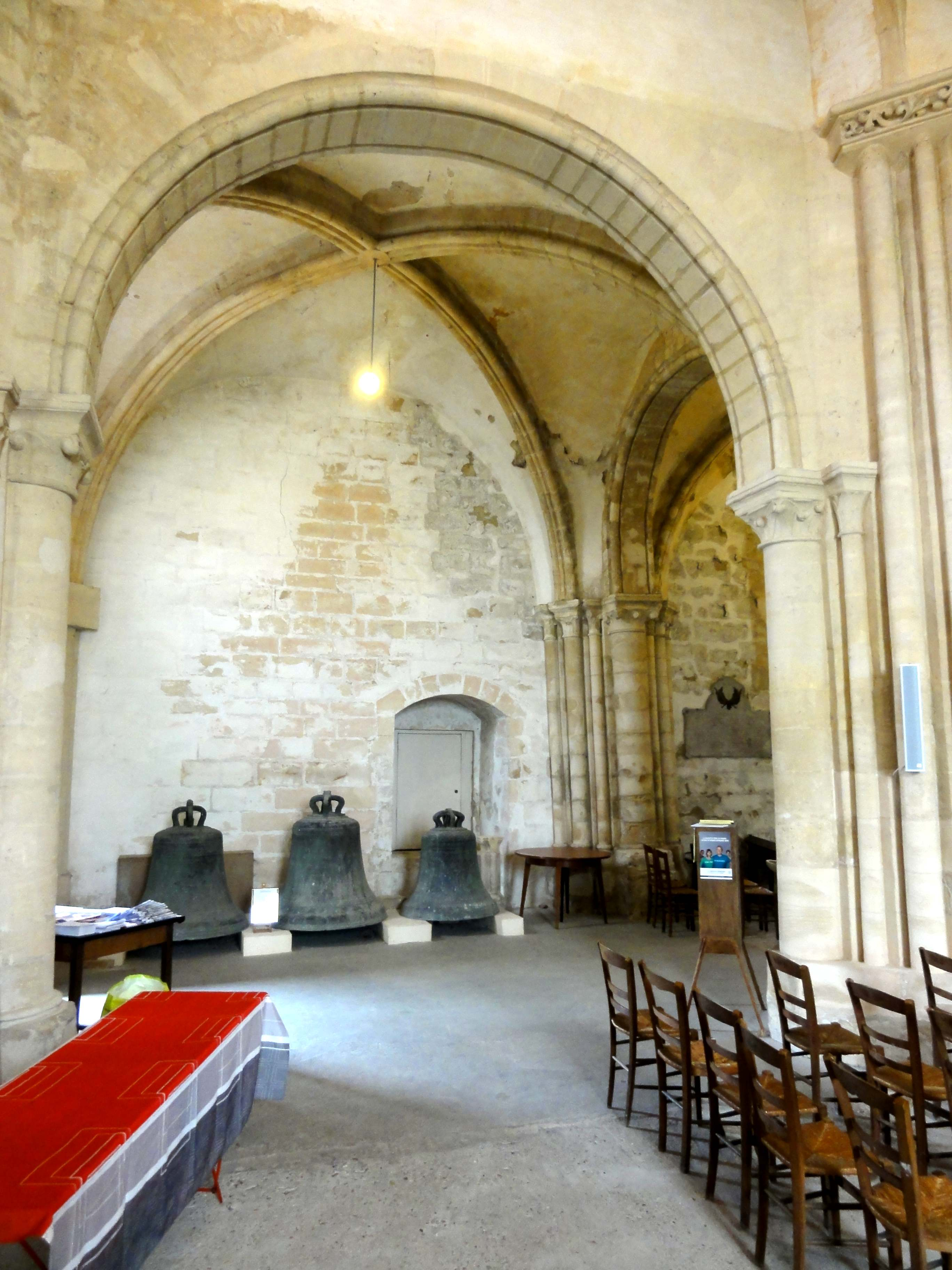
1re grande arcade du nord.
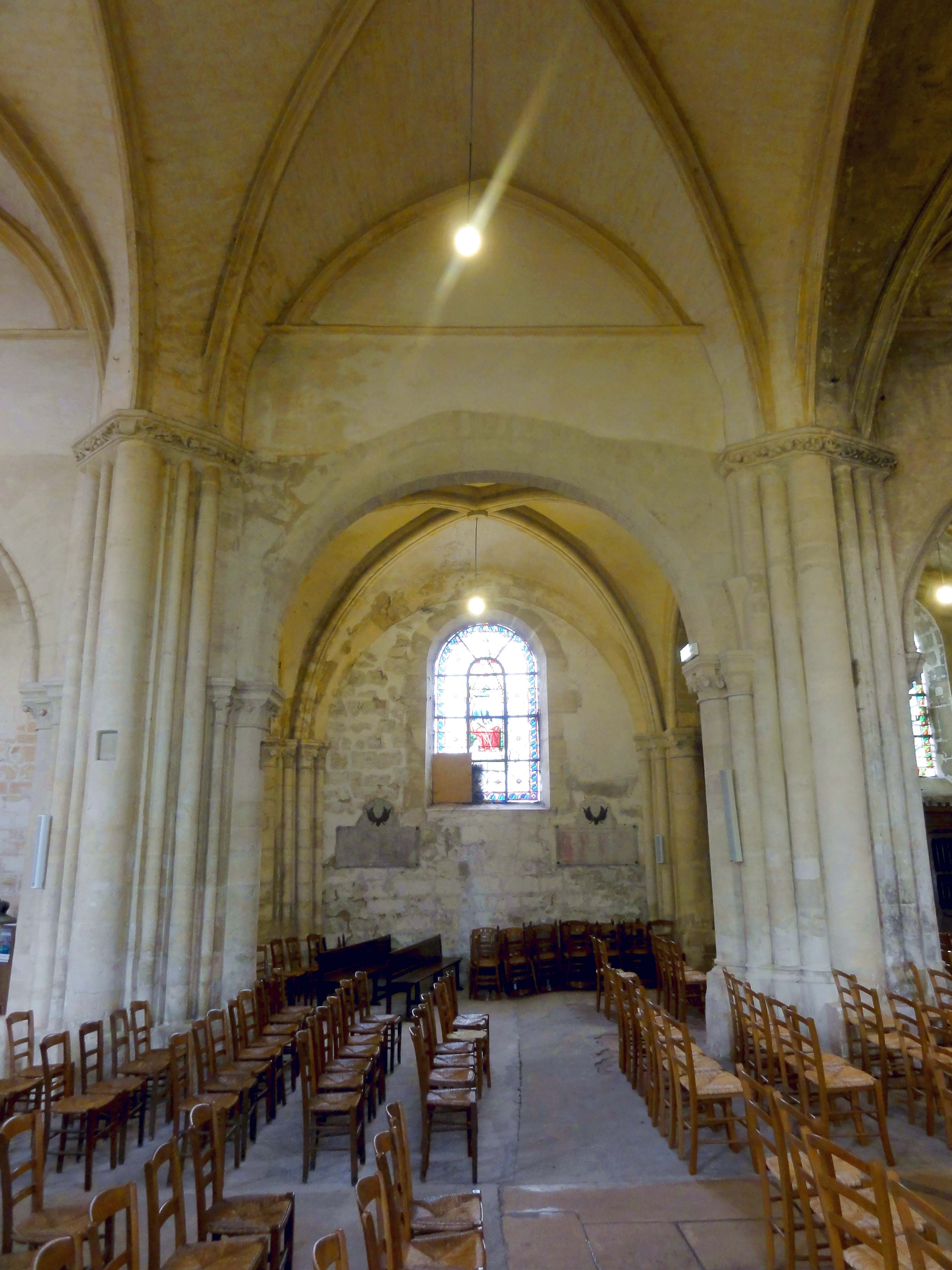
2e travée, élévation nord.
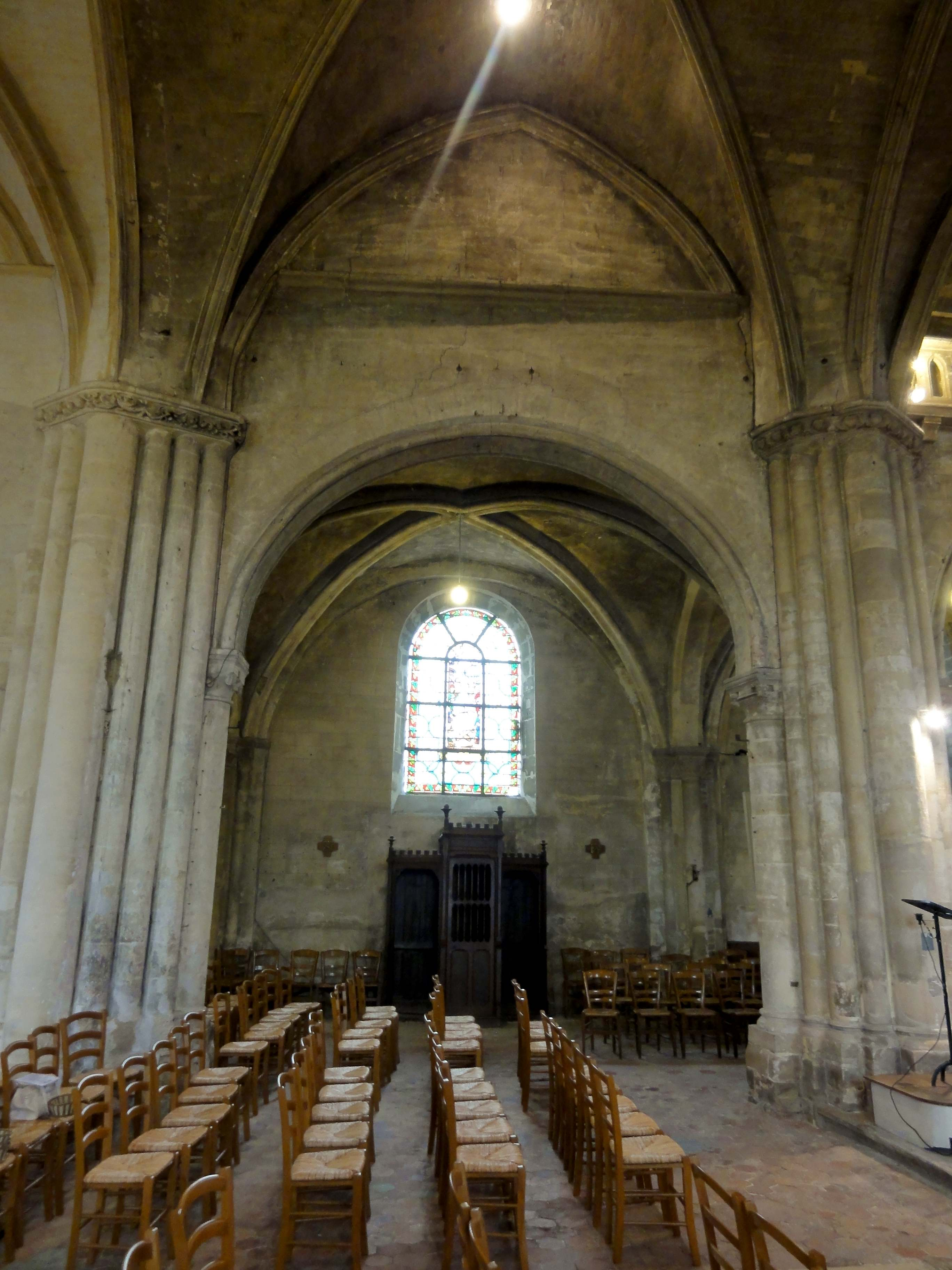
3e travée, élévation nord.
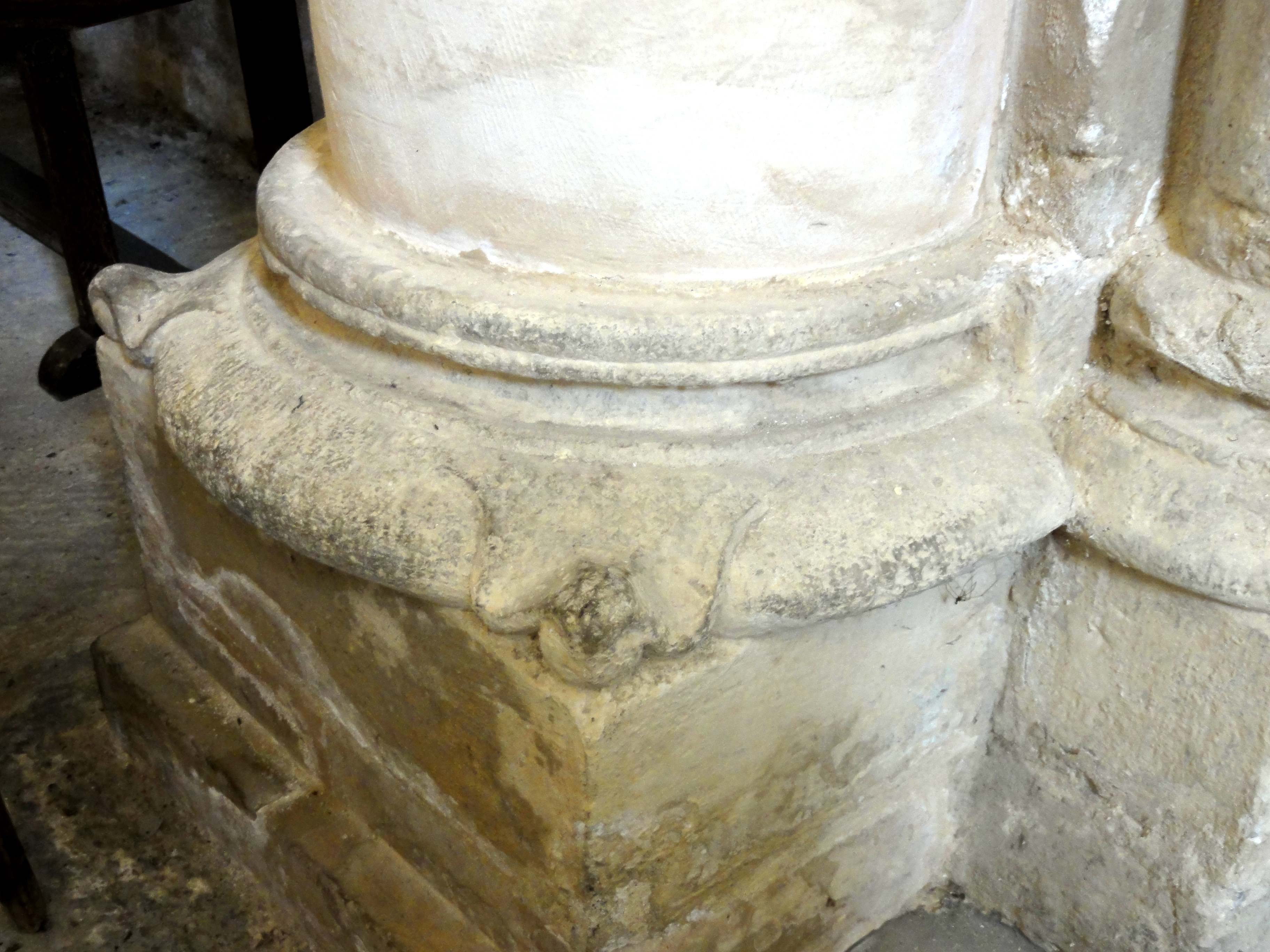
Base du 3e quart du XIIe.

#### Chœur

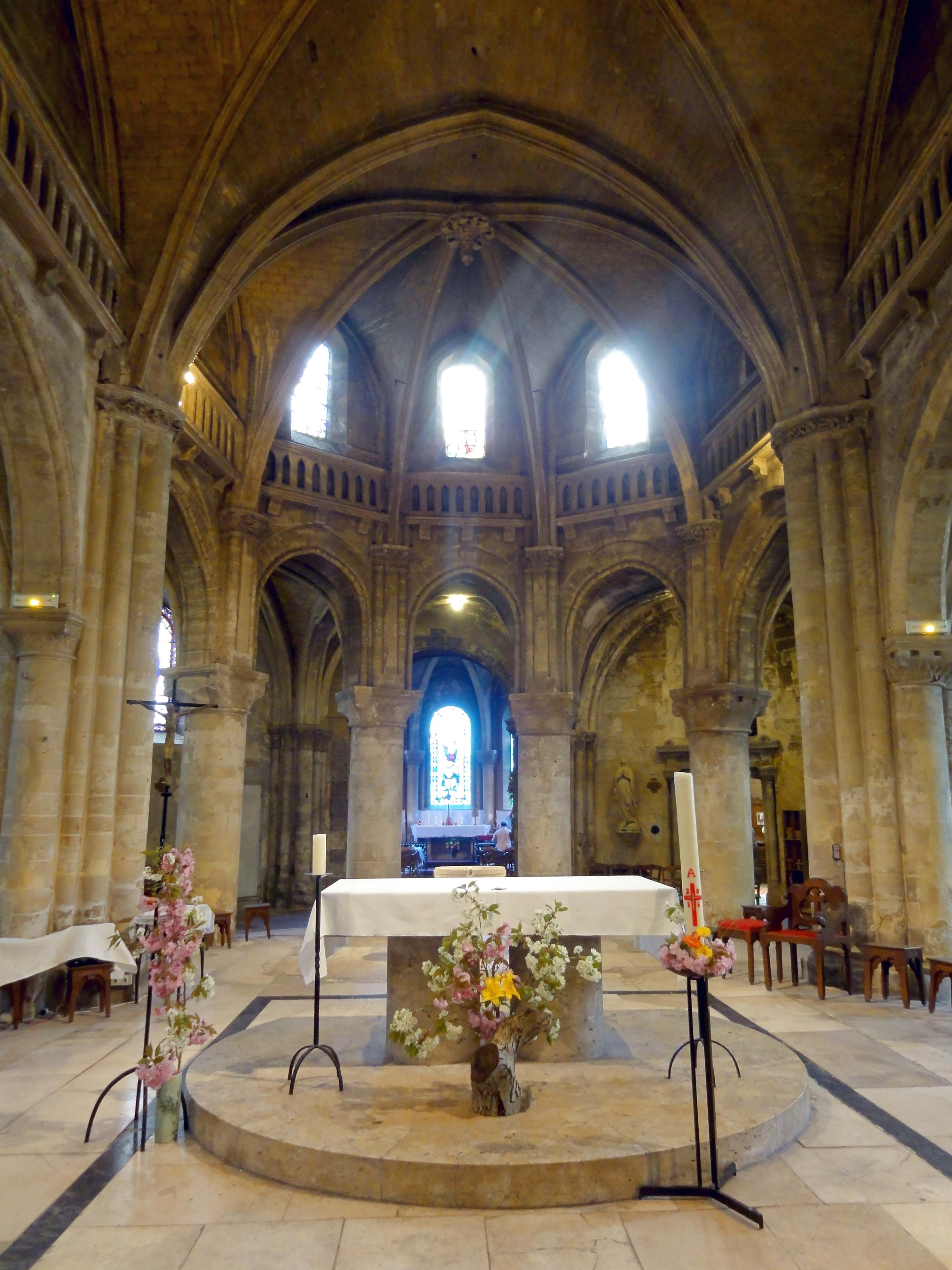
Chœur, vue vers l'est.

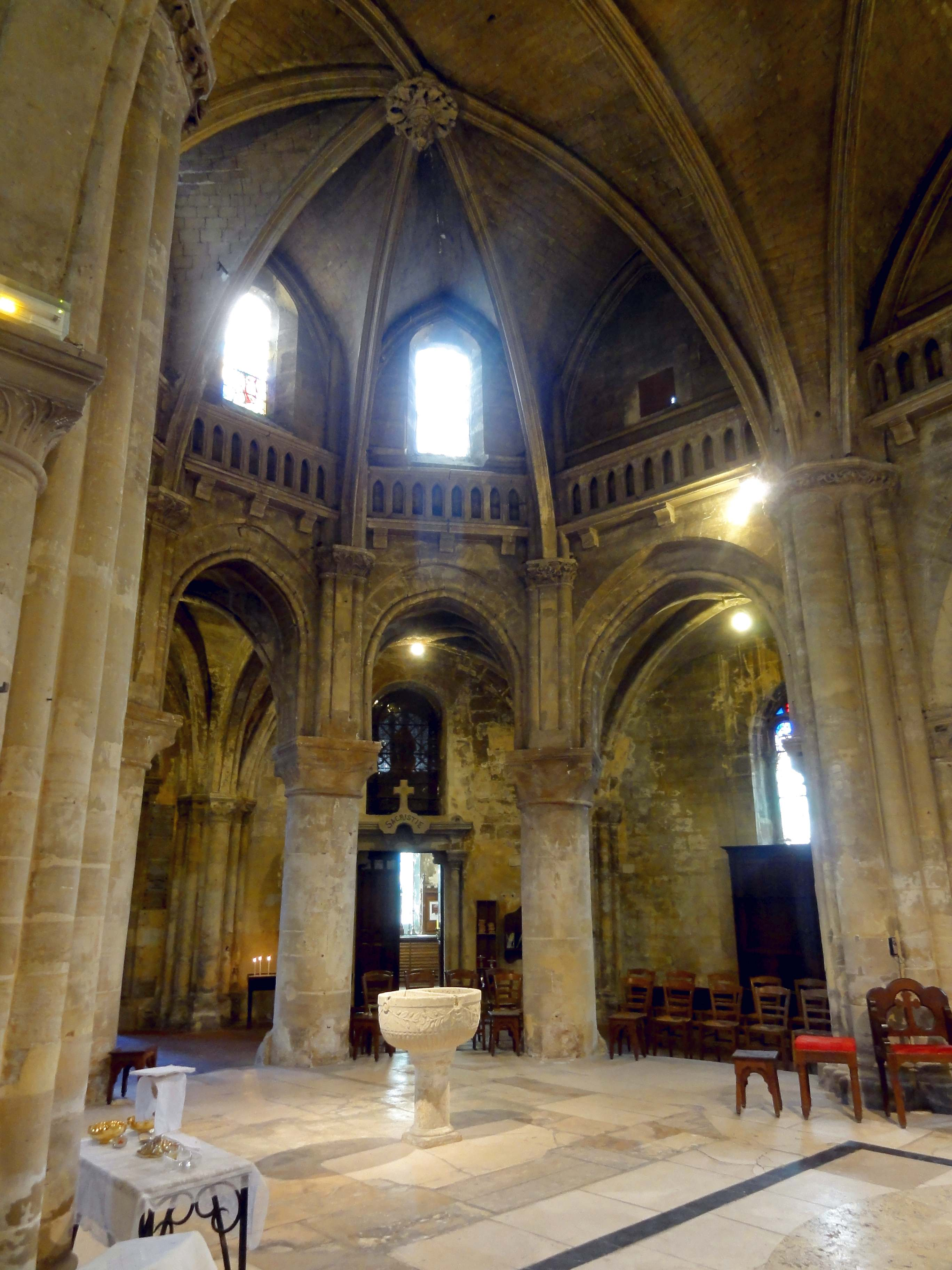
Abside, vue vers le sud-est.

La première travée du chœur est assimilée aux travées de la nef. La principale différence que l'on remarque aujourd'hui est la balustrade plaquée devant le mur haut au-dessus des grandes arcades. Elle ne date pas des années 1764-1766, mais seulement de l'année 1872, quand une conscience pour la valeur du patrimoine architectural s'était pourtant déjà formée dans la société. Justement, l'architecte diocésain Blondel s'opposa fermement à cet aménagement contraire à l'esprit gothique et même néo-gothique, mais l'architecte Duval choisi par la fabrique sut convaincre les paroissiens et le curé par l'argument que les arcatures qui forment la balustrade imiteraient exactement le tracé des grandes arcades du rond-point de l'abside. Les arcatures plaquées existent bien à la période gothique, mais seulement dans le soubassement des fenêtres, où elles contribuent à alléger visuellement la structure. En l'occurrence, le résultat est un alourdissement, car les balustrades sont établies en encorbellement, et reposent sur des corbeaux beaucoup trop espacés en comparant aux corbeaux des corniches. Pas le moindre intervalle reste entre le mur et la balustrade pour créer l'illusion de sa praticabilité. Les différences avec la nef commencent par les piliers fasciculés à l'entrée de l'abside. À l'instar des deux piliers précédents, leur composition est dissymétrique, avec deux colonnettes en moins du côté des bas-côtés que du côté du vaisseau central, mais ici, seulement deux fines colonnettes sont logées dans les angles entre les fortes colonnes du côté du vaisseau central, et une seule du côté du bas-côté ou du déambulatoire. Le résultat est un pilier de diamètre moindre. Même si le chantier progressa d'est en ouest, le plan devait déjà été arrêté pour toute la première campagne au moment du lancement des travaux, et l'idée était sans doute de préparer le passage vers un type de support encore moins encombrant, avec les quatre piliers monocylindriques isolés du rond-point de l'abside.
Le rond-point de l'abside adopte nécessairement une disposition différente, car en raison des cinq pans de l'abside et des cinq travées du déambulatoire, les grandes arcades sont plus étroites, et une organisation différente des supports s'impose, afin que les piliers ne soient pas aussi larges que les intervalles. Comme dans la quasi–totalité des autres églises à déambulatoire, l'architecte a opté pour des piliers monocylindriques appareillés en tambour. Ils portent des chapiteaux à volutes d'angle et feuilles plates d'une facture tout à fait archaïque, comme on aurait pu les rencontrer dès le dernier quart du XIe siècle. Les corbeilles sont de faible hauteur, comme écrasées par la charge qu'elles supportent, et la sculpture est à faible relief. Selon Philippe Oudin, certains chapiteaux auraient été resculptés lors d'une restauration. À l'instar des chapiteaux, les tailloirs sont très plats. Leur profil est constitué d'un filet, d'une baguette et d'un cavet. Les bases ressemblent à celles des piliers de la nef, en plus grand. En contraste avec l'aspect roman des chapiteaux, les cinq grandes arcades sont en tiers-point. Elles sont très surhaussées, c'est-à-dire, elles comportent des sections verticales, car conformément à l'usage, les chapiteaux se situent au même niveau que les autres, et l'étroitesse des grandes arcades aurait autrement exigé un tracé extrêmement aigu. Le profil des arcades, à simple rouleau, est analogue à celles de la troisième et de la quatrième travée de la nef et de la première travée du chœur, soit un large méplat entre deux tores.
Si jusqu'ici, tous les détails sont authentiques, les parties hautes datent pour l'essentiel des XVIe et XIXe siècles, sauf pour les fûts réservés aux formerets de la voûte gothique jamais réalisée. Ils transpercent la voûte flamboyante du premier quart du XVIe siècle sans remplir aucune mission, car les formerets flamboyants passent derrière. Ces fûts sont reçus sur des socles cubiques, qui reposent sur la partie débordante des tailloirs des chapiteaux des grandes arcades. L'on note que ces socles ne comportent pas le troisième fût médian dédié aux ogives. Les investigations menées par Oudin ont révélé que ce fût médian a été supprimé par Duval en 1872, et le socle raccourci. Ce remaniement est particulièrement regrettable. L'installation des balustrades et des quatre chapiteaux (et non culs-de-lampe) néo-gothiques à la retombée des hautes-voûtes est tout au moins réversible. Il est assez significatif pour l'école néo-gothique que les chapiteaux imitent la sculpture du XIIIe siècle plutôt que celle du XVIe siècle, ce qui aurait été plus approprié eu égard l'époque des voûtes du vaisseau central. Les fenêtres hautes ont été négligées lors des travaux de 1872. L'on n'en a pas créé au nord et au sud, où l'on ne trouve que de petites portes en bois, et les trois fenêtres du chevet sont en anse de panier et de petites dimensions, sans remplage. Quant aux clés de voûte du premier quart du XVIe siècle, elles témoignent de l'influence précoce de la Renaissance italienne. Celle de la travée droite est formée de feuillages qui s'épanouissent sous les nervures. Une gorge ornée de feuilles grasses surmonte le pendentif, qui est garni de masques à l'italienne et terminé par un culot en forme de toupie. La clé de l'abside est composée d'une couronne torsadée de rubans et de perles, qui sont soutenus par six chérubins tenant six écus à l'italienne formant une ronde. Son pendentif est composé de trois autres angelots debout entre des guirlandes de fruits, et terminé par un cul-de-lampe à godrons.

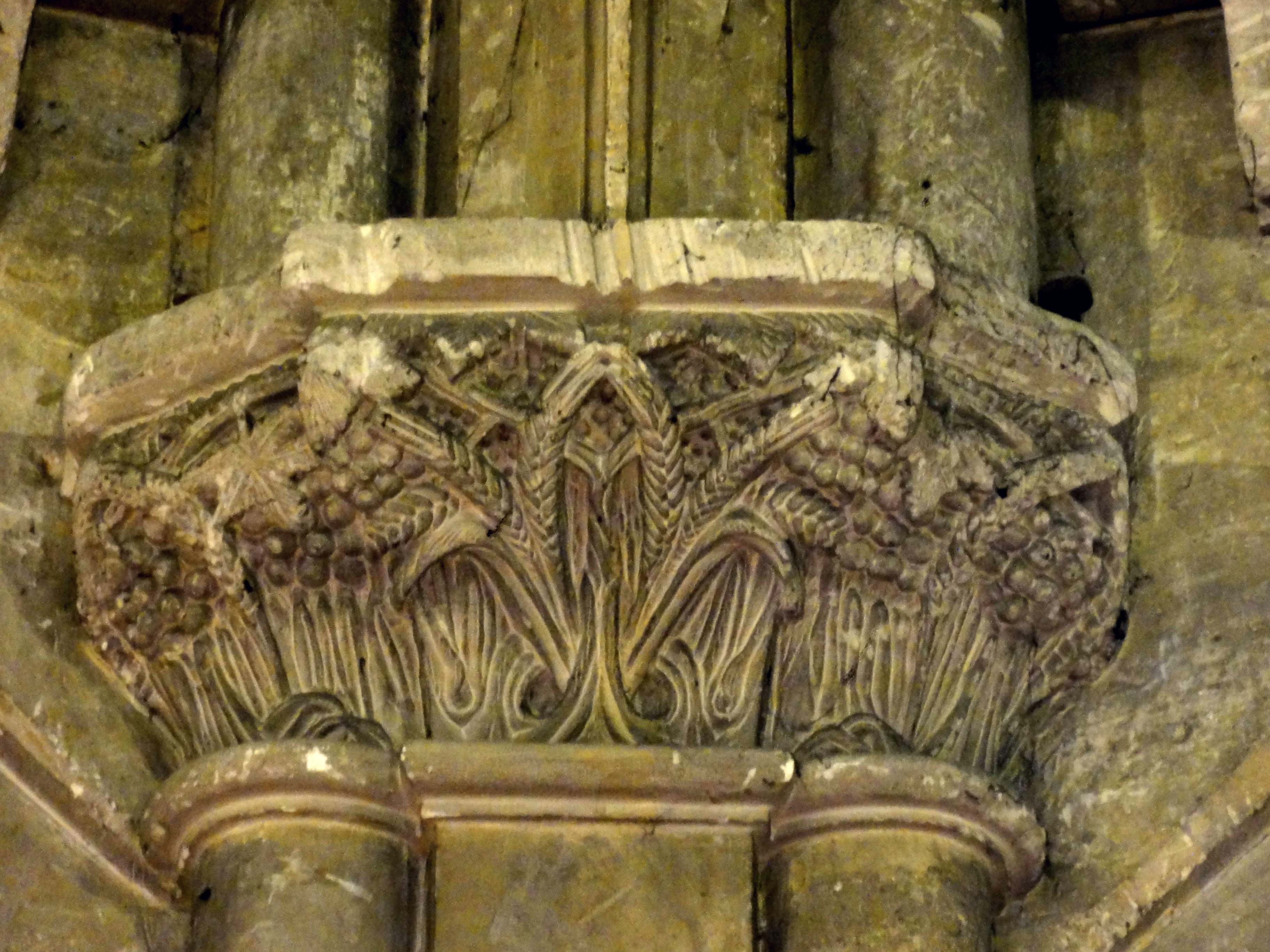
Abside, chapiteau du 2e ordre néo–gothique.
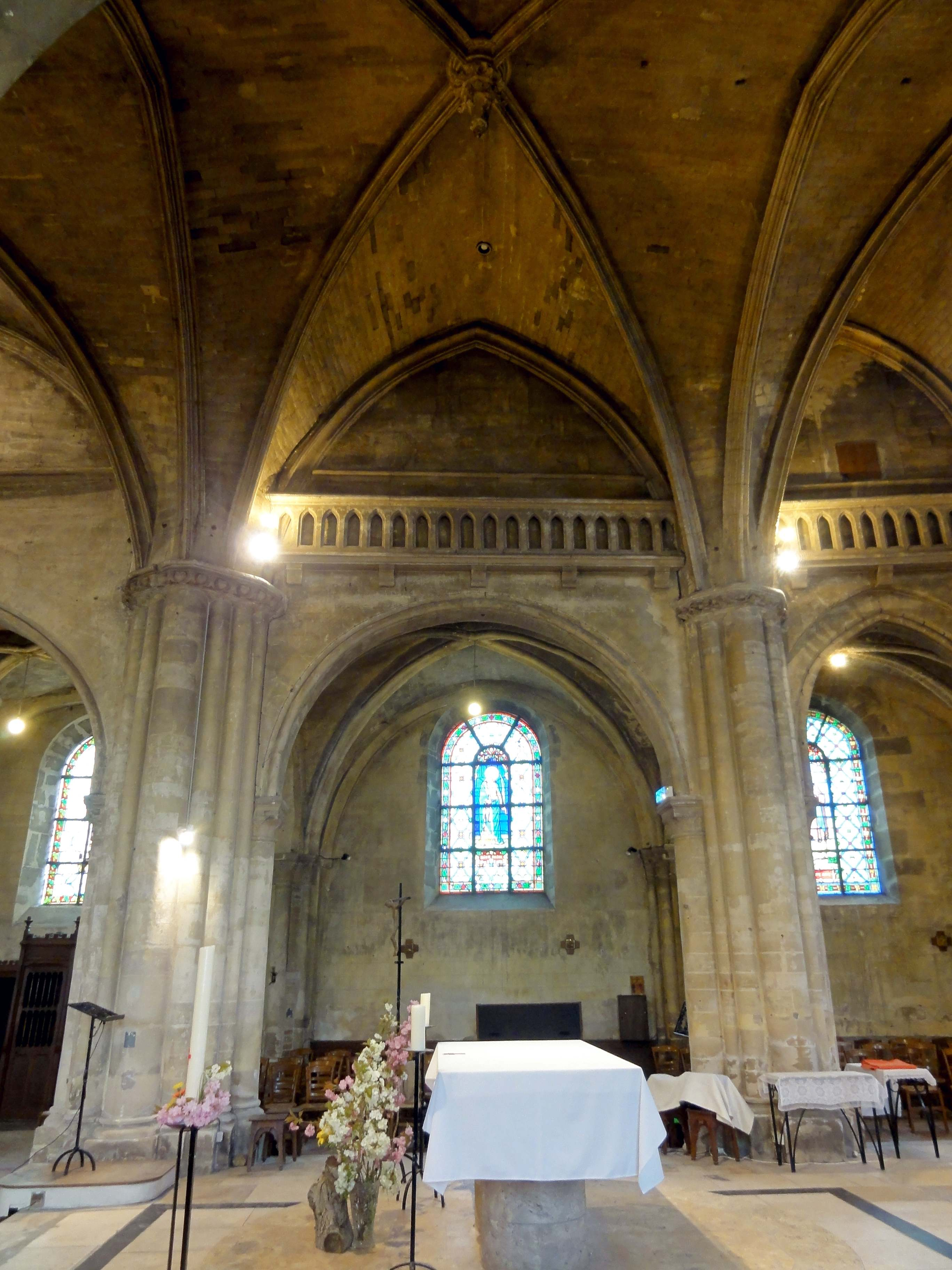
Chœur, 1re travée, vue vers le nord.
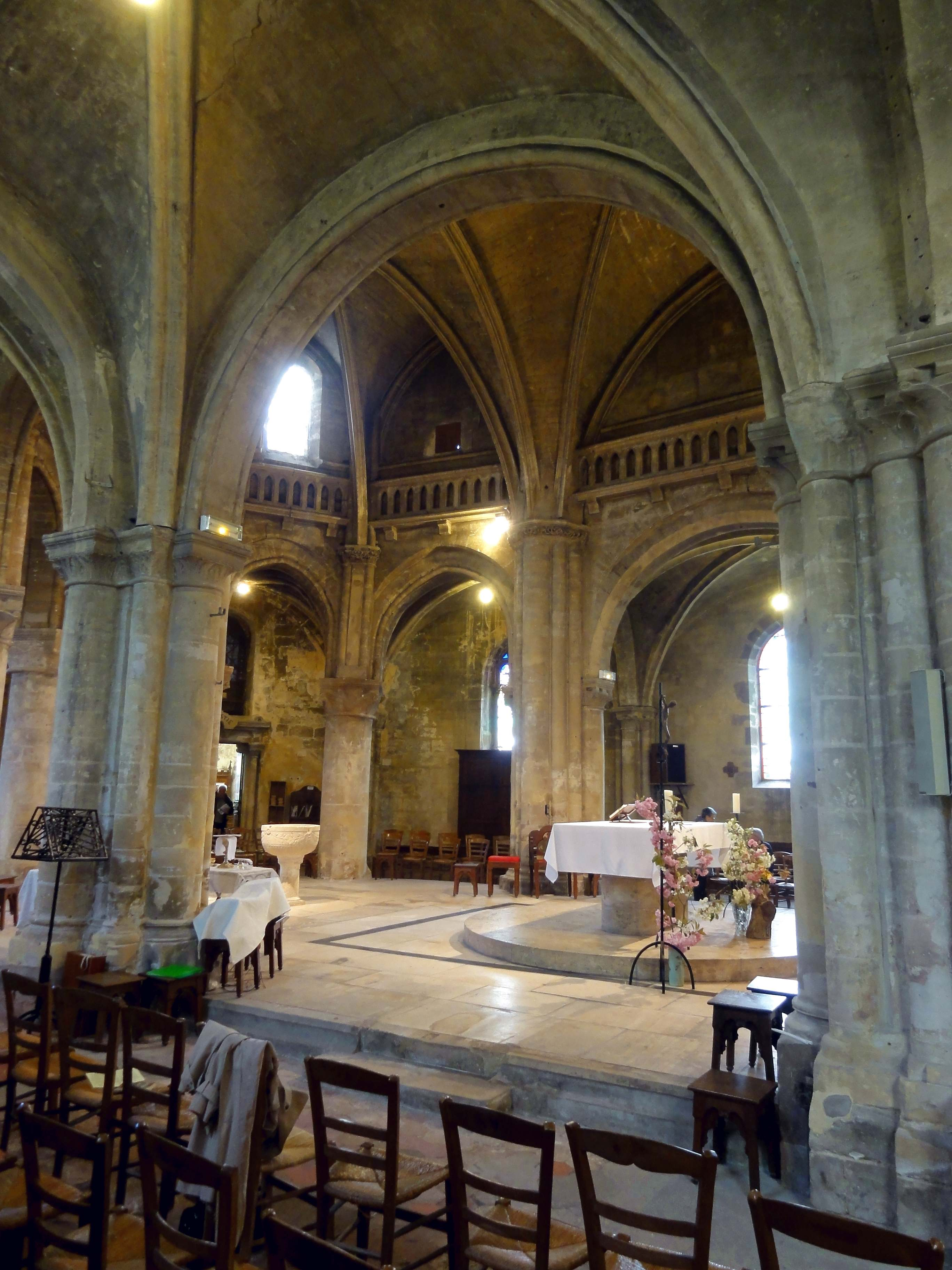
Vue par la 4e grande arcade du nord.
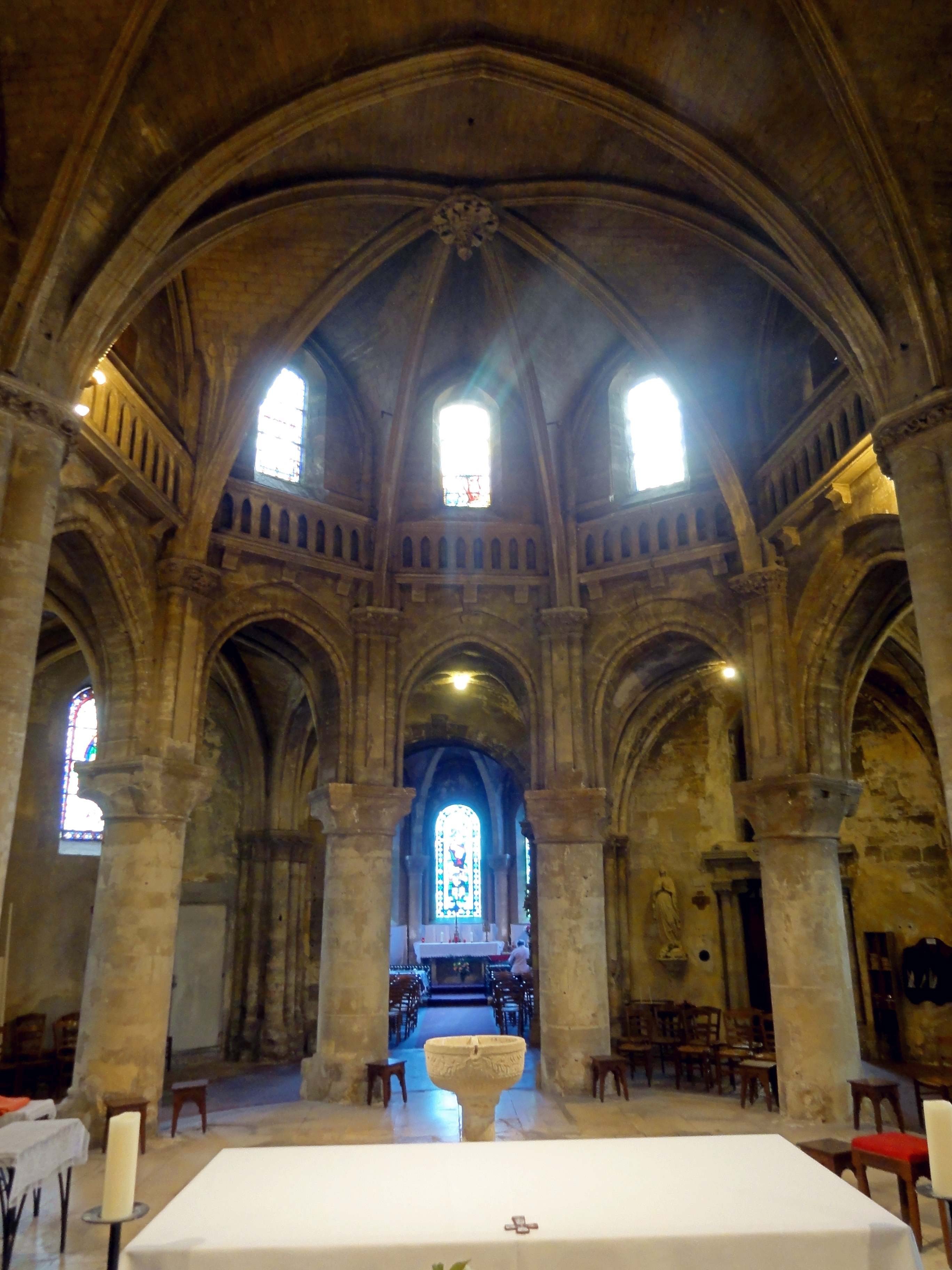
Abside, vue vers l'est.
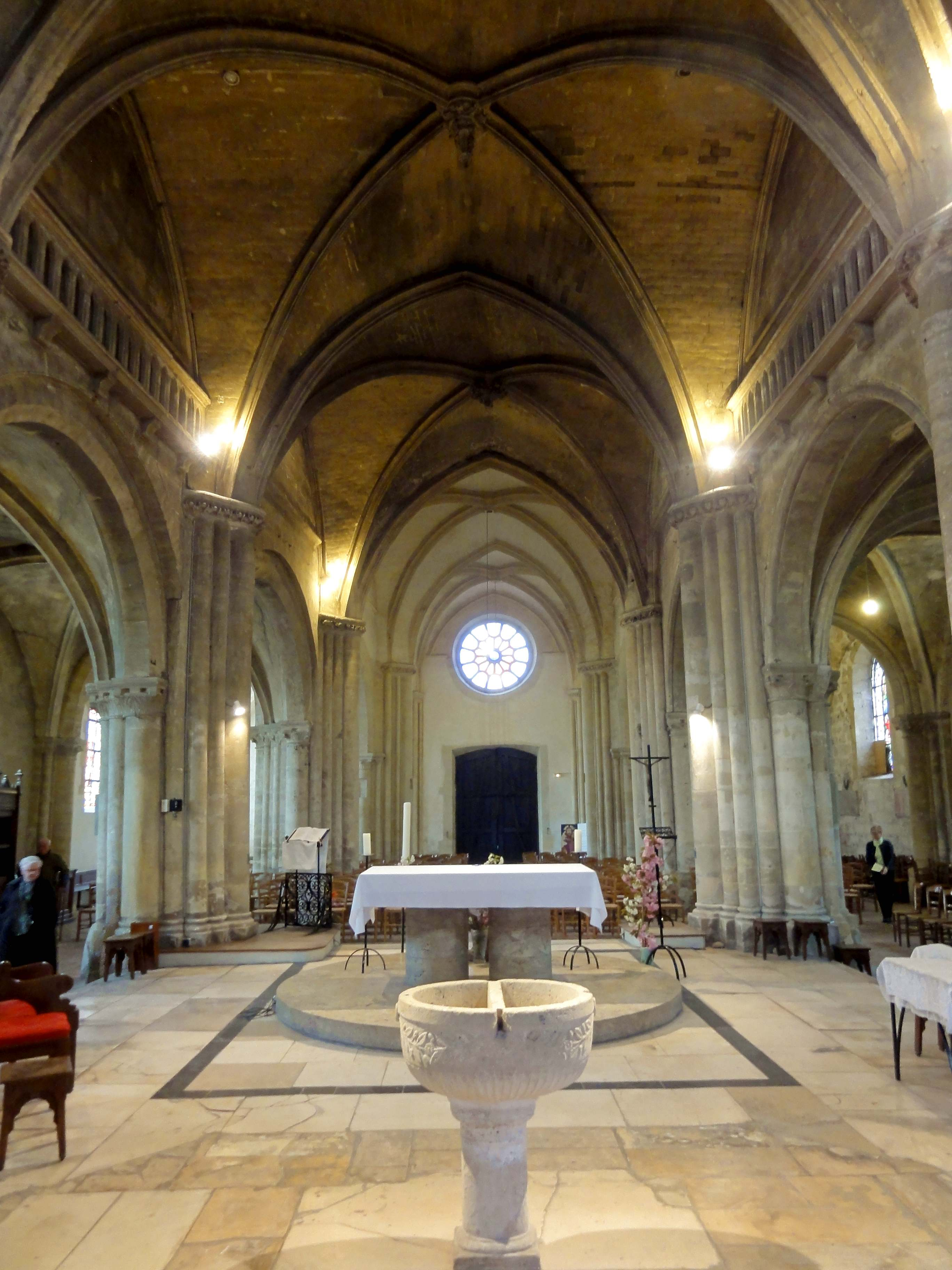
Abside, vue vers l'ouest.
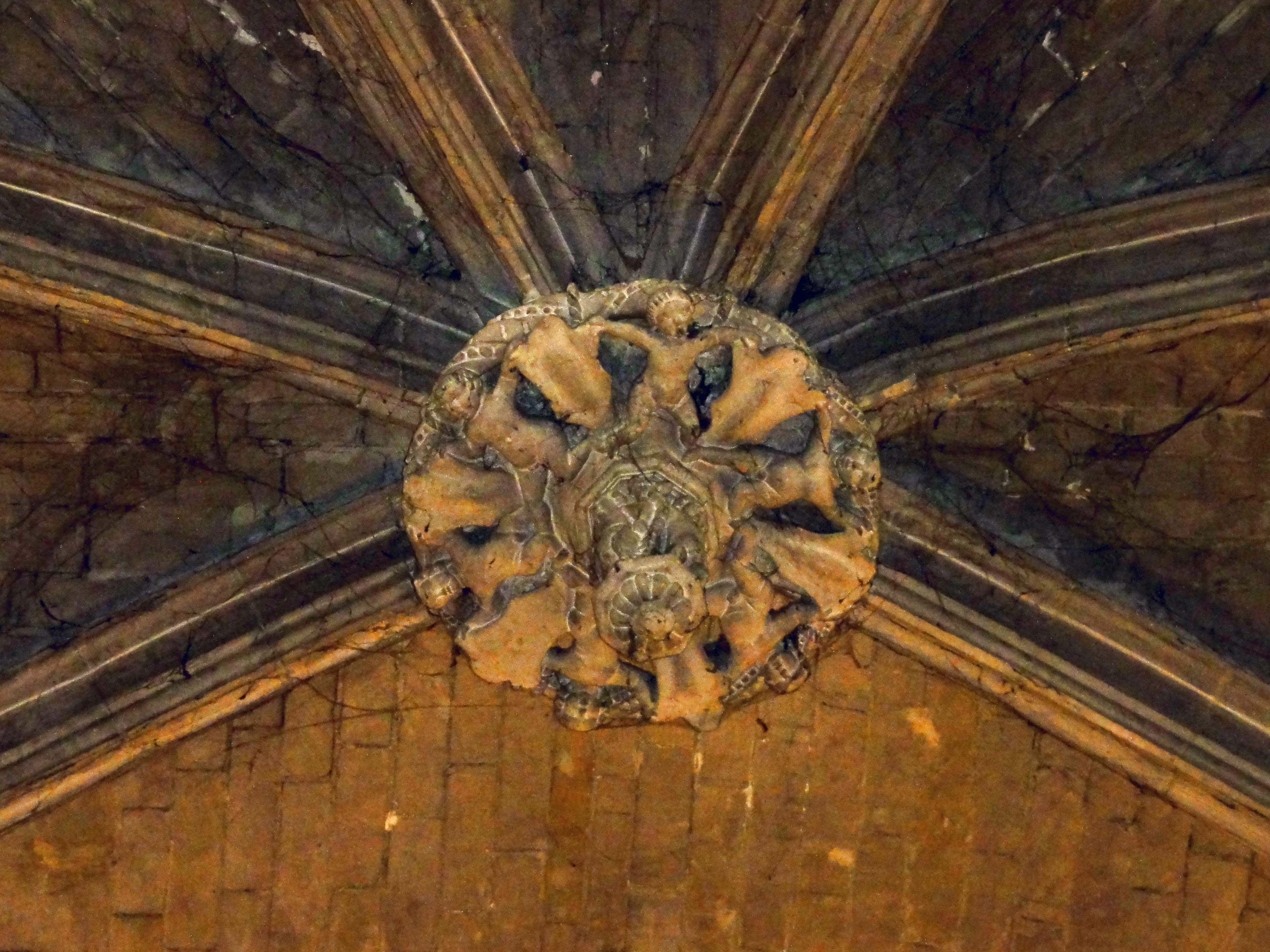
Abside, clé de voûte.

#### Bas-côtés

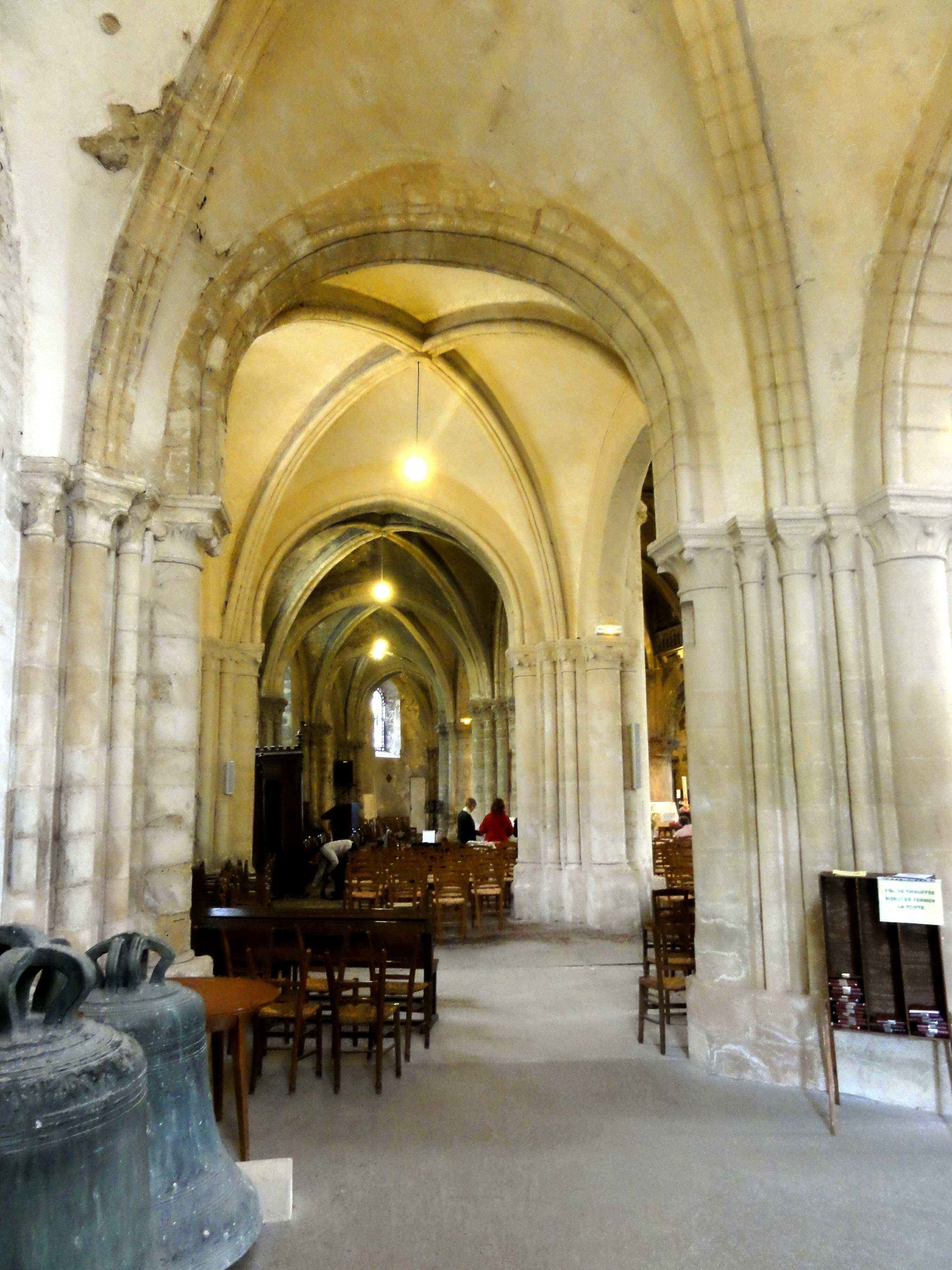
Bas-côté nord, 1re travée, vue vers l'est.

Les murs latéraux des bas-côtés refaits à plusieurs reprises sont dénués de caractère, et aucune fenêtre n'est antérieure aux années 1760. Ces fenêtres sont purement fonctionnelles, sans décoration ni remplage. Elles ont été munies de vitraux polychromes à partir de 1878 grâce à la générosité de certains paroissiens. Les vitraux sont hagiographiques pour la plupart, et se composent d'une lancette avec un saint ou une sainte représentée en pied, et de grisailles néo-gothiques et d'une frise tout autour. Nonobstant, les bas-côtés reflètent beaucoup mieux l'architecture d'origine que le vaisseau central, car ils ont été exécutés conformément au projet initial. Ainsi, les ogives du bas-côté nord accusent une arête entre deux tores, ce qui est le profil le plus répandu à la première période gothique, et les clés de voûte de la troisième et de la quatrième travée sont ornées d'une minuscule rosace, comme c'est la règle au XIIe siècle. À ce titre, il est à souligner que le pilier fasciculé engagé dans le mur nord entre la première et la deuxième travée se rattache à la première campagne de travaux et non à la deuxième, contrairement aux autres piliers à ce niveau. Ce fait est souligné par les chapiteaux à feuilles d'eau.
Globalement, les bas-côtés ne comportent pas d'autres éléments postérieurs au XIIIe siècle bien caractérisés que les voûtes flamboyantes du bas-côté sud, qui utilisent néanmoins les faisceaux de colonnettes anciennes, avec bien sûr des colonnettes restant sans emploi comme dans le vaisseau central. Cela étant dit, beaucoup d'éléments manquent, et pas tout ce qui peut paraître ancien l'est réellement, mais l'on ne trouve pas de pastiches néo-gothiques. Les voûtes des deux premières travées du nord ont perdu leurs formerets toriques lors de la reconstruction en 1765. Ils ont été remplacés par de simples rangs de claveaux, et prennent ainsi l'apparence des formerets rustiques que l'on voit dans les bas-côtés de certaines églises du XIIe siècle. De même, le rouleau supérieur du premier doubleau intermédiaire du bas-côté nord a été supprimé. Sa vocation était surtout de renforcer ce doubleau, du temps que la première travée de ce bas-côté servait de base au clocher gothique démoli en 1764. Au sud, les formerets manquent totalement, et lors de la démolition totale du mur gouttereau sud, l'on jugea même opportun d'enlever les colonnettes à chapiteaux qui leur étaient réservées. De ce fait, les piliers fasciculés engagés dans le mur présentent une composition restreinte à une colonne et deux fines colonnettes. Puisque les piliers des grandes arcades issues de la première campagne de construction au troisième quart du XIIe siècle comportent deux colonnettes en moins du côté des bas-côtés que du côté du vaisseau central, c'est, par hasard, la disposition que présentaient depuis toujours les piliers à la fin des grandes arcades latérales, à l'entrée du déambulatoire. L'on procéda de manière tout aussi radicale avec les doubleaux intermédiaires du bas-côté sud. Ils ne sont plus moulurés, et ont seulement les angles taillés en biseau. Vraisemblablement, l'état actuel date seulement de 1765 et non de la période flamboyante, car le tracé en fer à cheval, proche du plein cintre, est plus proche des préceptes de l'architecture classique que de celle du premier quart du XVIe siècle, quand l'influence de la Renaissance se borne encore aux clés de voûte.
Un vitrail du XIXe siècle est remarquable dans le bas-côté nord, représentant Sainte-Avoye, la sainte patronne de Meulan dont le culte est resté populaire jusqu'au XIXe siècle. Le personnage en pied, est encadré d'une large grisaille décorative. La sainte, très populaire à Meulan, était invoquée pour faire parler les enfants ayant un retard de langage et ramener les âmes égarées.

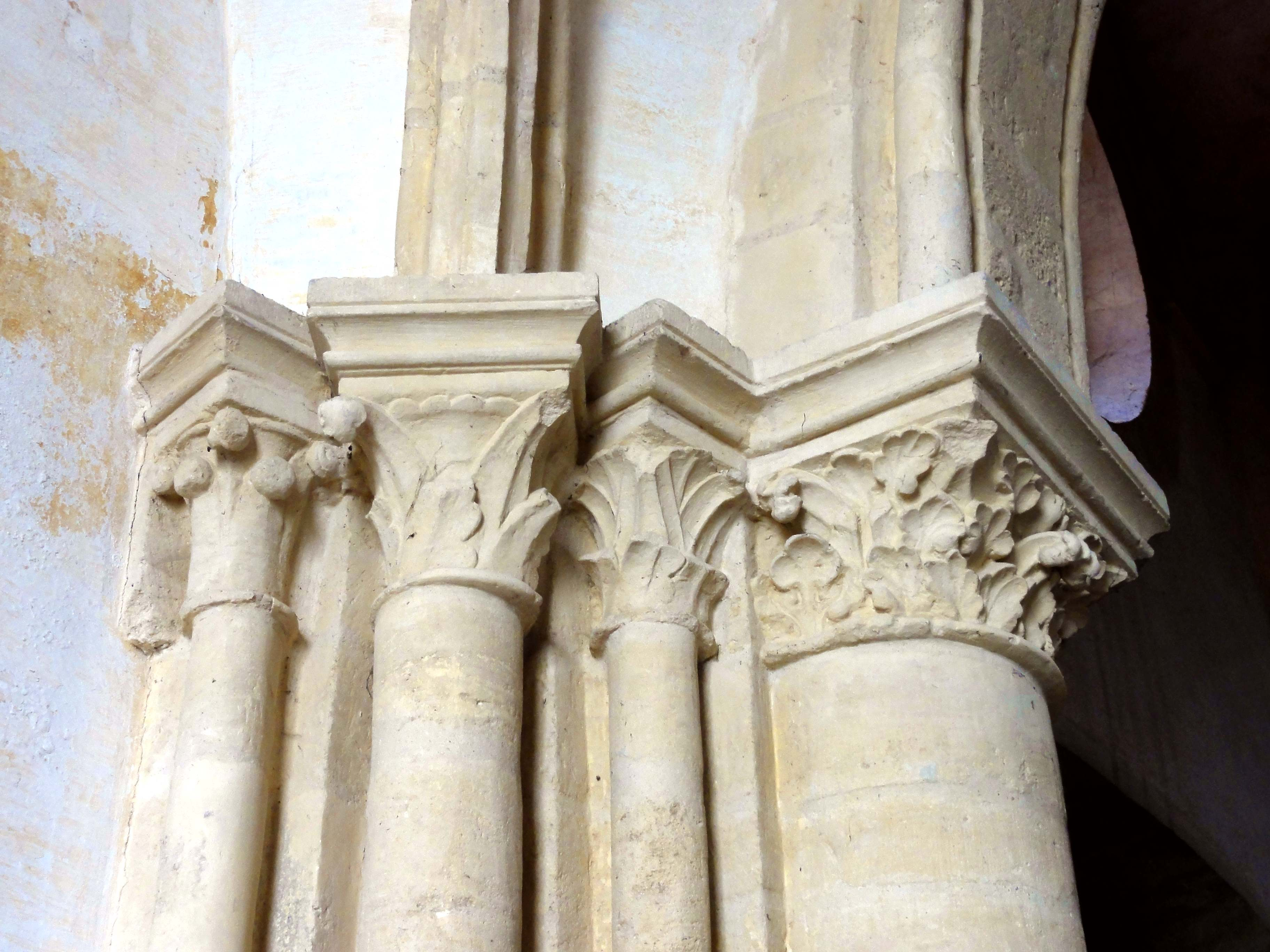
Chapiteaux du 1er quart du XIIIe siècle.
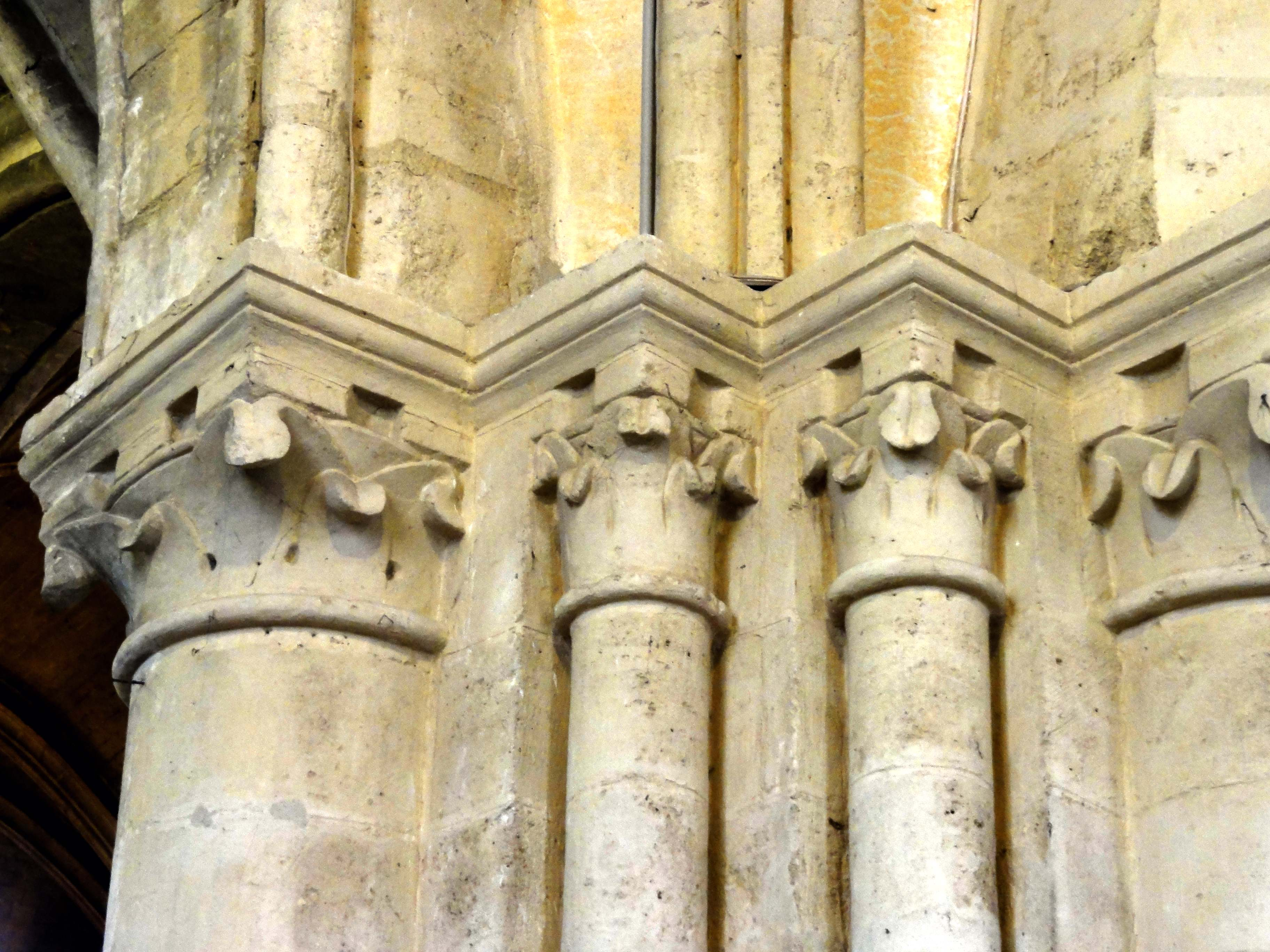
Chapiteaux à feuilles d'eau du 3e quart du XIIe.
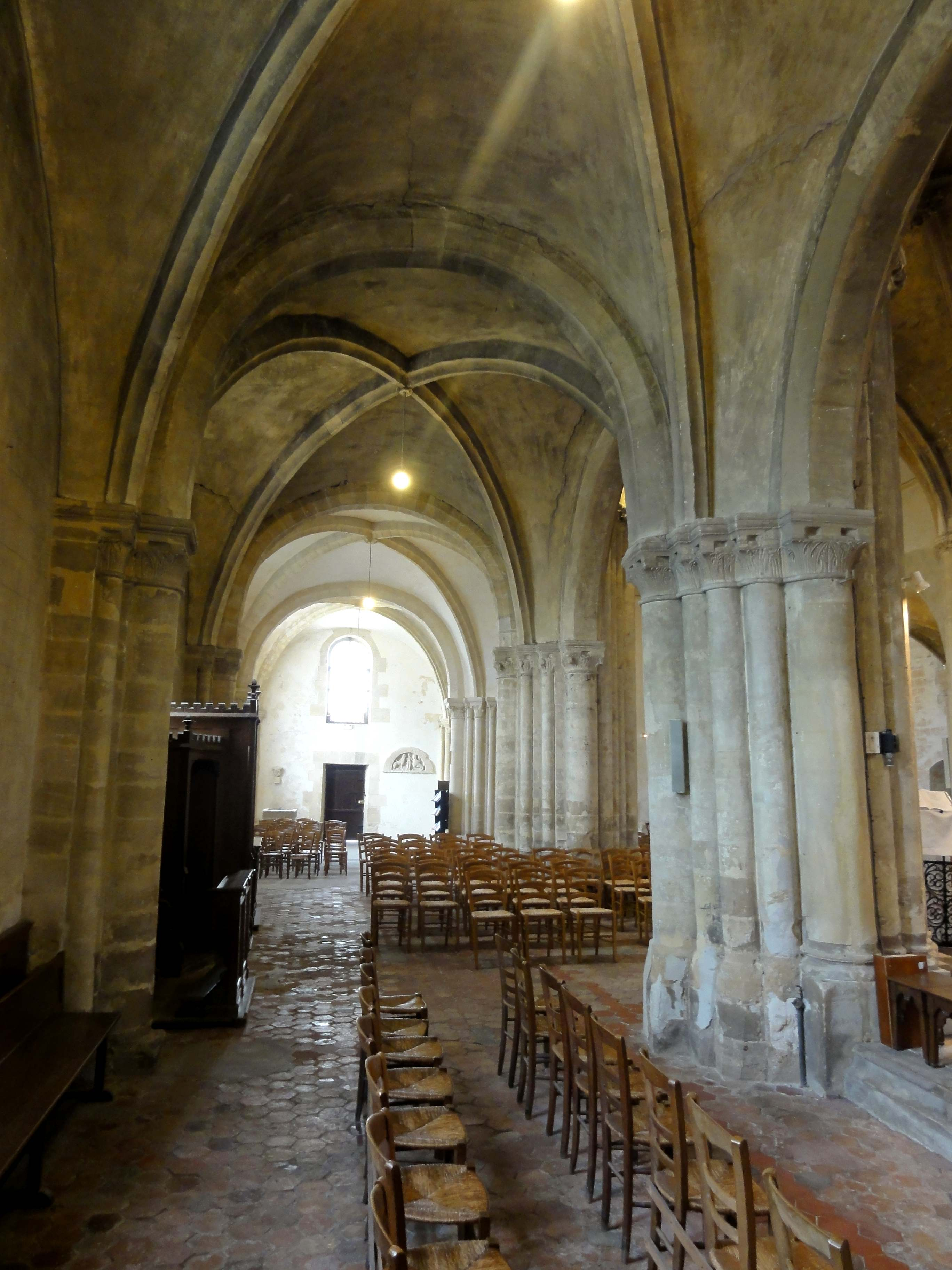
Bas-côté sud, 4e travée, vue vers l'ouest.
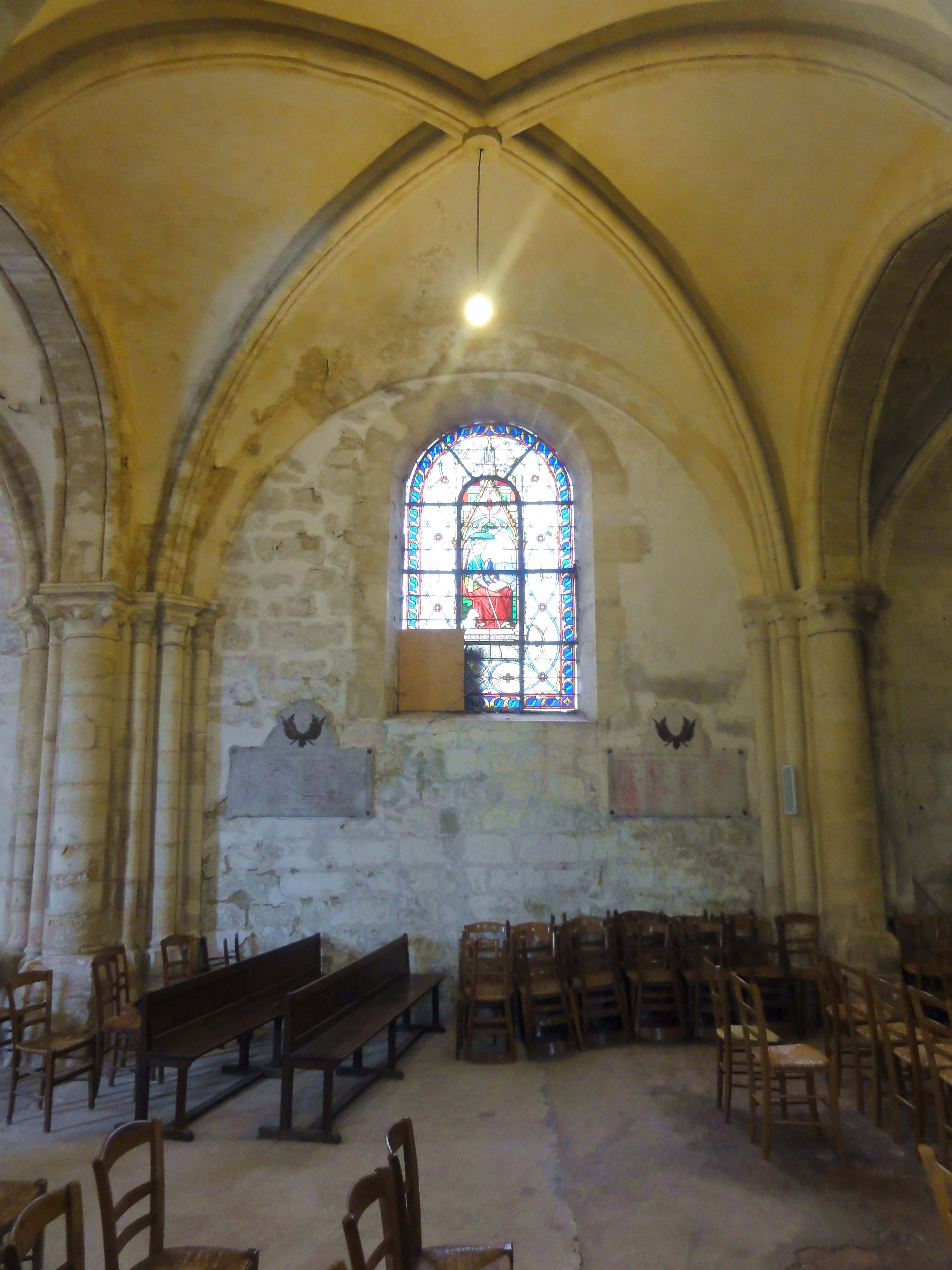
Bas-côté nord, 2e travée, vue vers le nord.
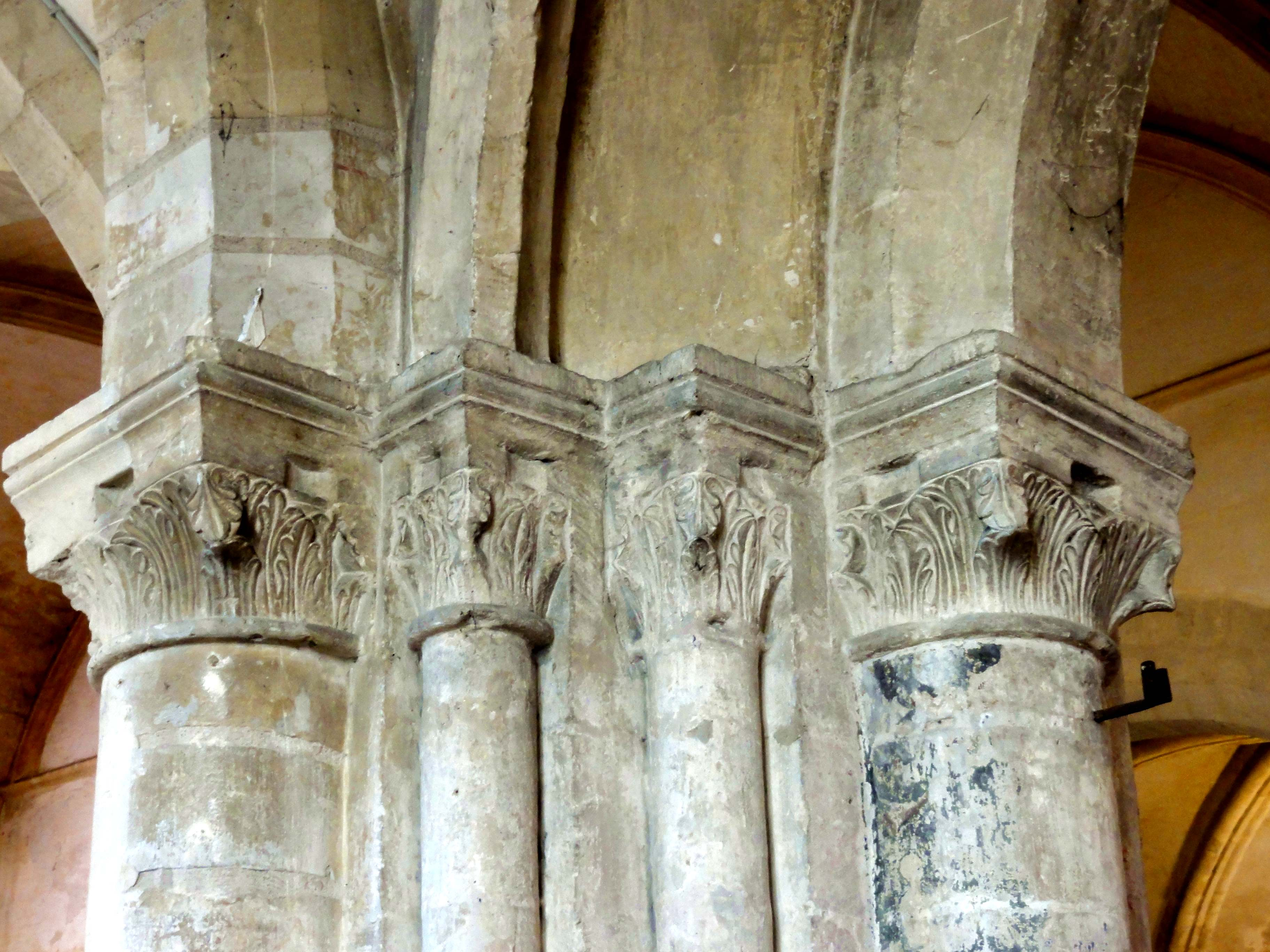
Chapiteaux d'acanthe du 3e quart du XIIe.
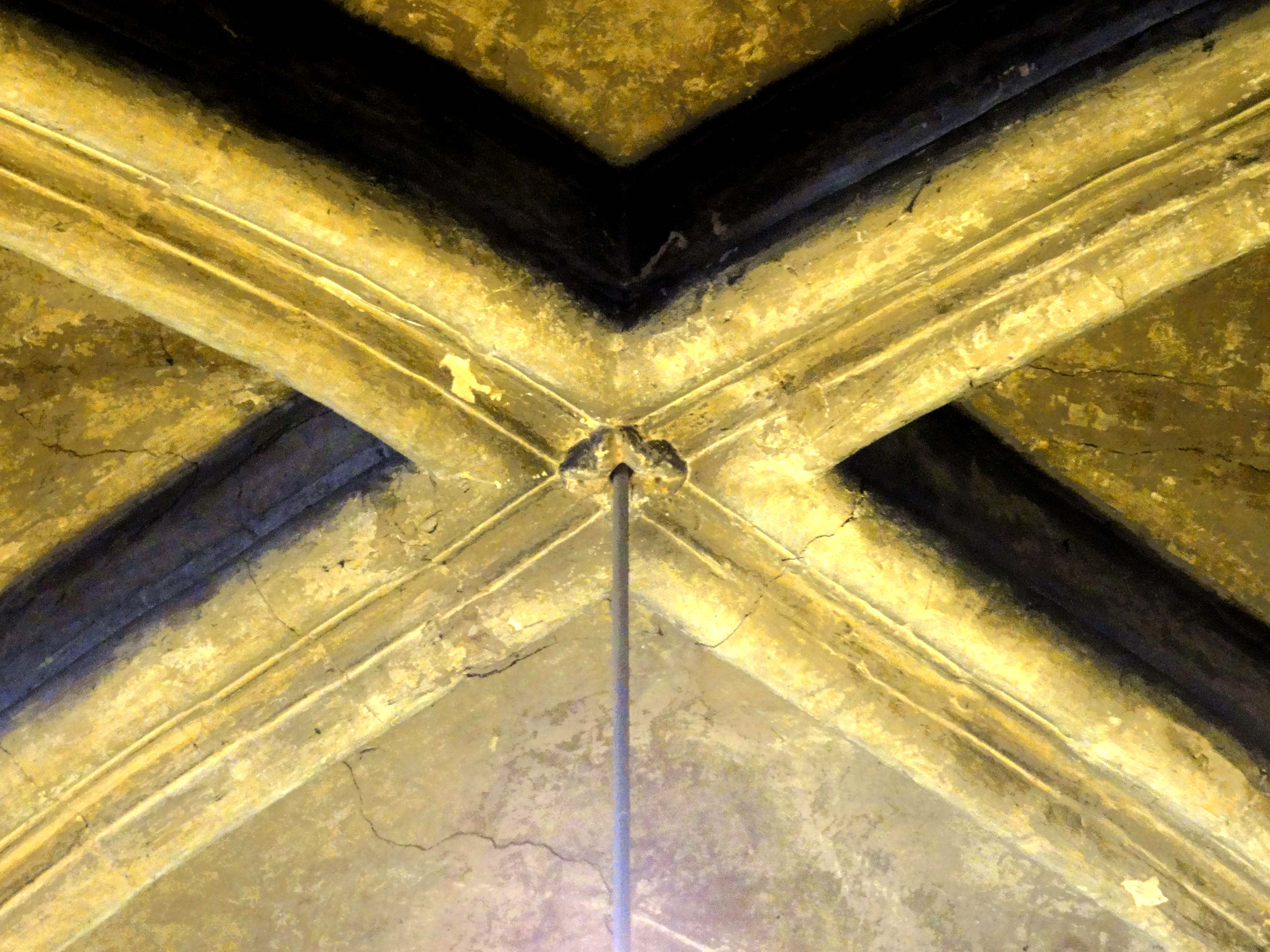
Bas-côté nord, clé de voûte du 3e quart du XIIe.

#### Déambulatoire

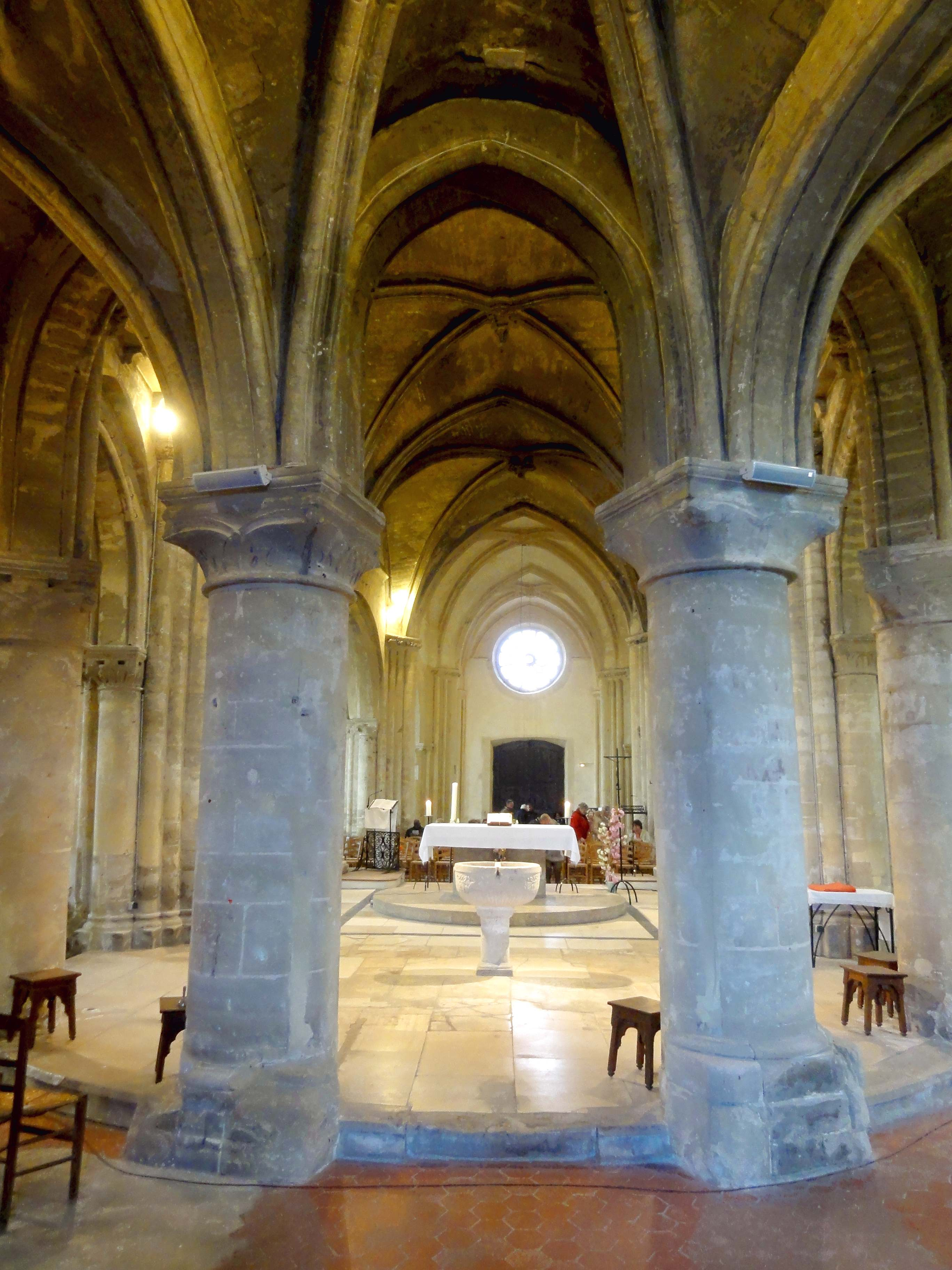
Vue dans le sanctuaire.

Le déambulatoire est considéré par Eugène Lefèvre-Pontalis comme la partie la plus intéressante de l'église, notamment en raison de sa homogénéité stylistique et sa grande ancienneté, qui le rend antérieur à la plupart des déambulatoires d'Île-de-France, sauf Domont, Poissy, Saint-Germain-des-Prés, Saint-Germer-de-Fly et Saint-Martin-des-Champs (Paris), et l'érige presque au rang de prototype. Du fait de la mention de l'église en 1152, Lefèvre-Pontalis veut voir en l'édifice entier une construction du second quart du XIIe siècle, bien que cette mention ne signifie pas que l'église était achevée au moment donné. L'auteur n'établit pas non plus de lien entre le tympan et les chapiteaux romans et l'église Saint-Nicolas. C'est donc sur une vague hypothèse, et non sur l'analyse stylistique, que se base sa datation. Sauf pour les gros chapiteaux et le rond-point de l'abside, il tend donc à vieillir un peu trop le monument, et se laisse conforter dans son intuition par le tracé en plein cintre du doubleau entre la travée d'axe et la travée nord-est. Il en déduit que le déambulatoire soit directement inspiré par son homologue de Poissy, avec lequel il ne montre pour autant aucune ressemblance. Philippe Oudin insiste aussi sur les doubleaux en plein cintre, et ne soumet pas les différents éléments à une étude détaillée,.
Or, seulement les doubleaux refaits en 1765 qui encadrent la quatrième travée du bas-côté sud sont en plein cintre (ou plutôt en fer à cheval). Les autres doubleaux du déambulatoire, sauf celui déjà signalé, sont en arc brisé. Leur tracé a été rendu irrégulier à la suite des affaissements qui se sont produits au fil des siècles. Par conséquent, le rapprochement avec les déambulatoires de Saint-Denis et Saint-Maclou de Pontoise, également proposé par Lefèvre-Pontalis, est beaucoup plus pertinent en ce qui concerne la sculpture et la modénature. Elles ne diffèrent par ailleurs pas des autres travées issues de la première campagne de construction. La qualité de la sculpture des chapiteaux des piliers engagés se démarque fortement de celle des gros chapiteaux à volutes d'angle. Ce contraste et la connaissance de fragments romans soulève la question si ces gros chapiteaux n'ont pas été réemployées de la précédente église, comme le furent certaines colonnettes à chapiteaux en marbre datant de l'Antiquité dans l'église Saint-Pierre de Montmartre. Si les modèles pour la sculpture et la modénature du déambulatoire de Saint-Nicolas de Meulan sont certainement à chercher à Pontoise et Saint-Denis, ce qui restera à prouver, il est néanmoins évident que la configuration concrète suit ses propres chemins. La recherche d'une filiation parmi les quelques églises à démbulatoire sans chapelles rayonnantes s'impose. Mais à Deuil-La-Barre, la structure très légère ne semble pas conçue pour supporter un second niveau d'élévation ; à Domont, l'architecture est beaucoup plus simple et davantage romane que gothique ; à Fontenay-en-Parisis, le déambulatoire a été reconstruit à la fin du XVIe siècle ; et à Gonesse, l'on trouve des voûtes à cinq branches d'ogives. À Domont, l'on choisit également de bâtir une chapelle de la Vierge dans l'axe du chevet au XIXe siècle.

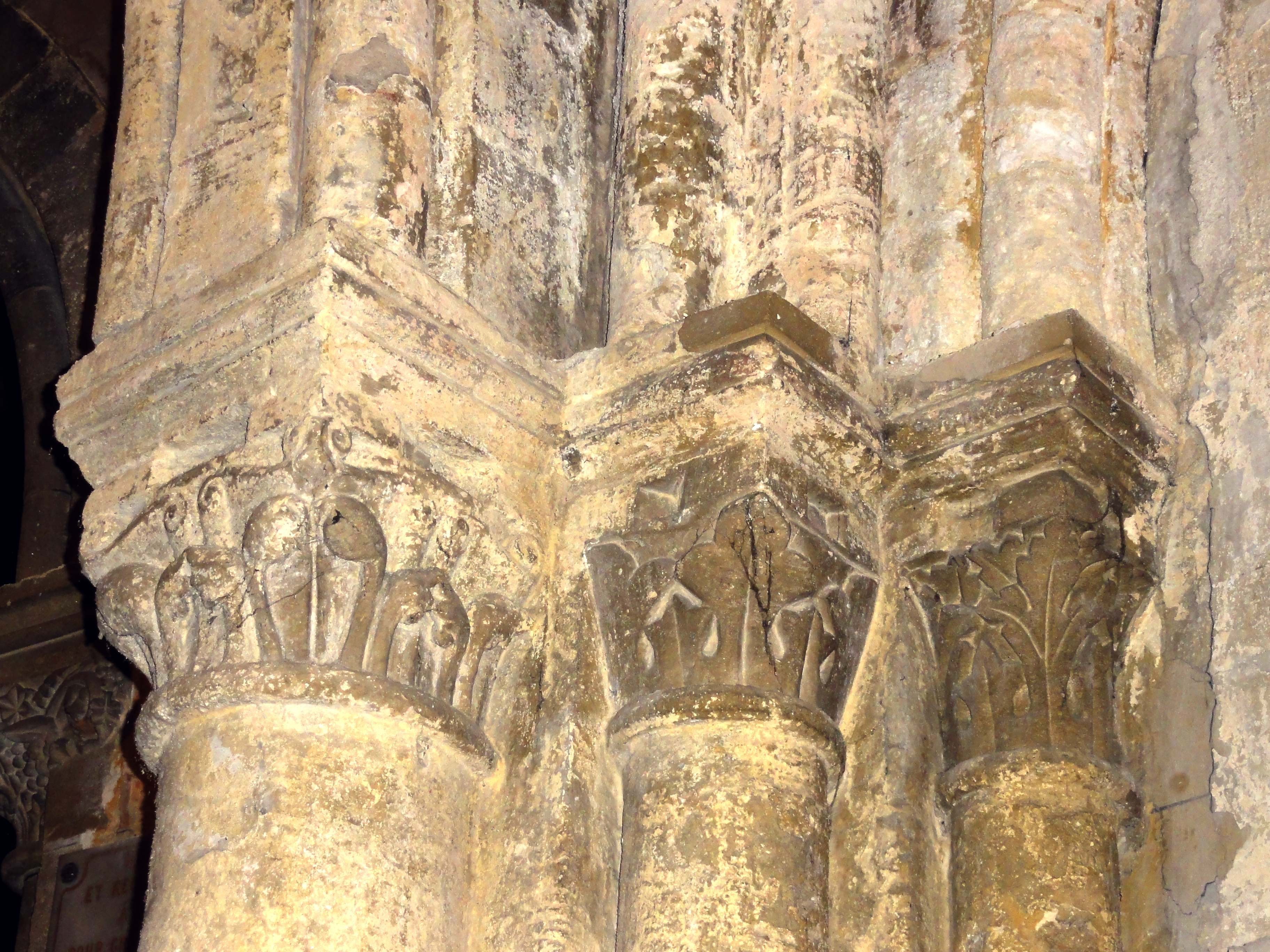
Chapiteaux au revers du chevet.
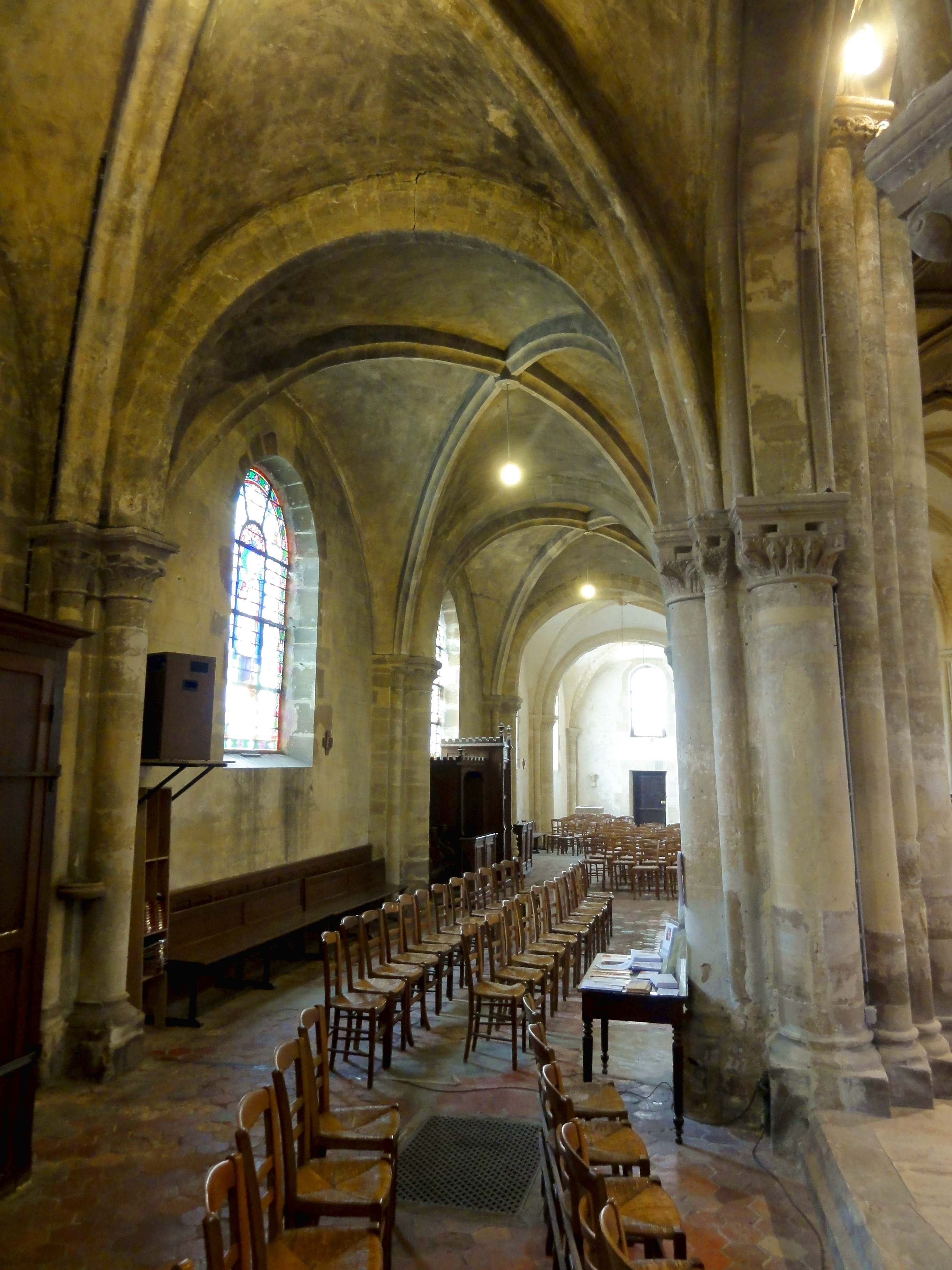
Vue vers l'ouest dans le bas-côté sud.
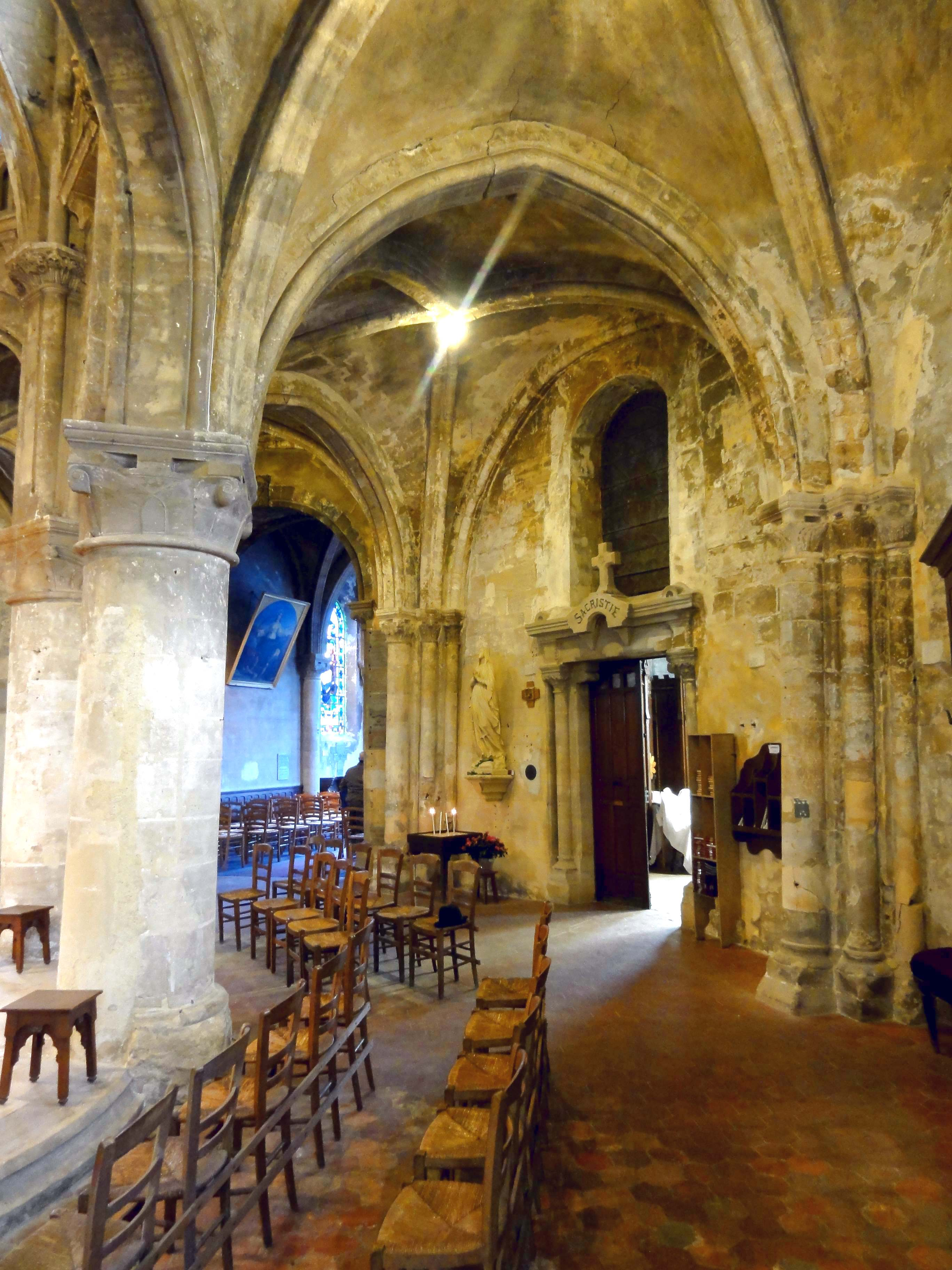
Travée sud, vue vers le nord-est.
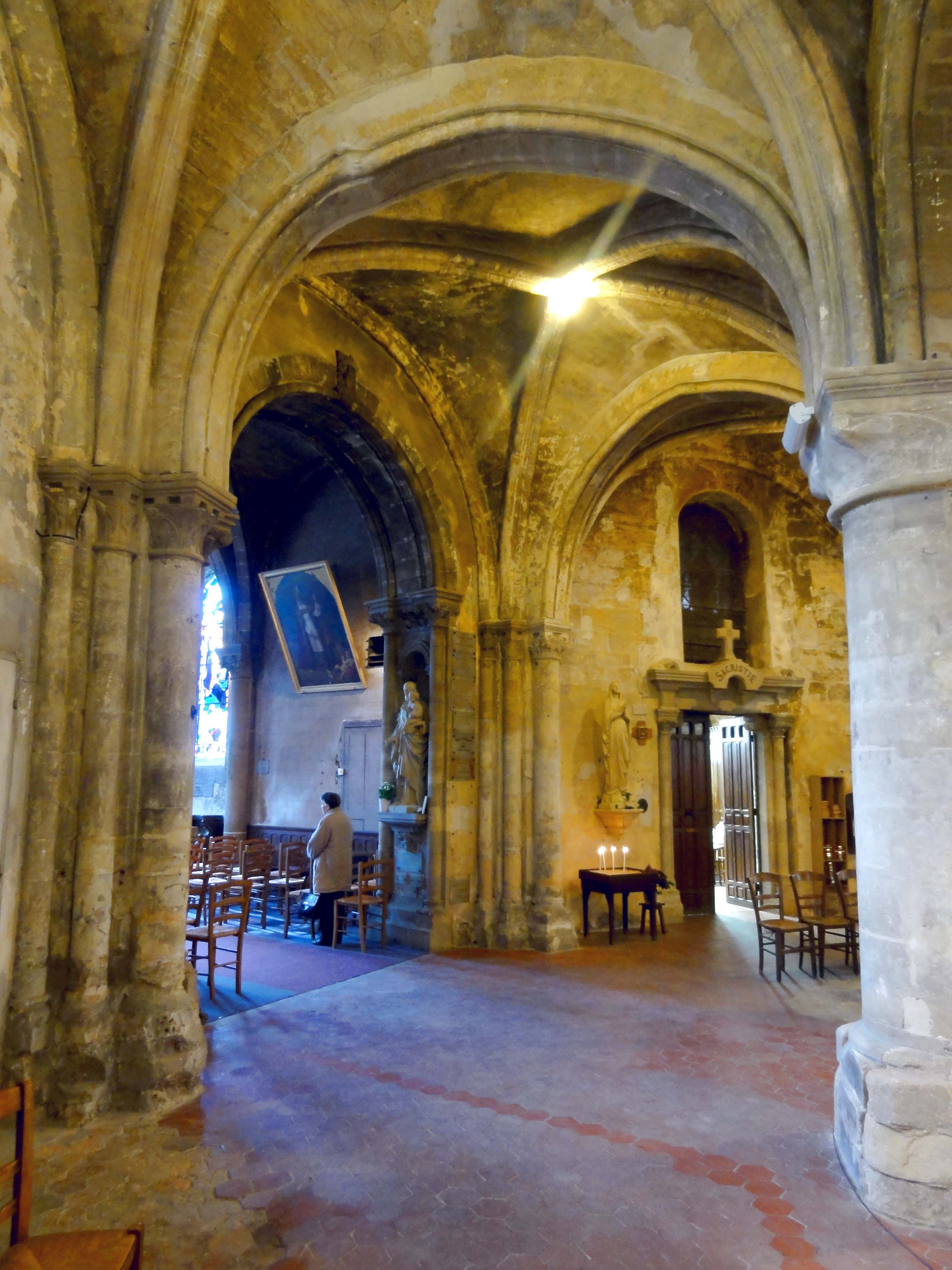
Vue dans la travée d'axe, vers le sud.
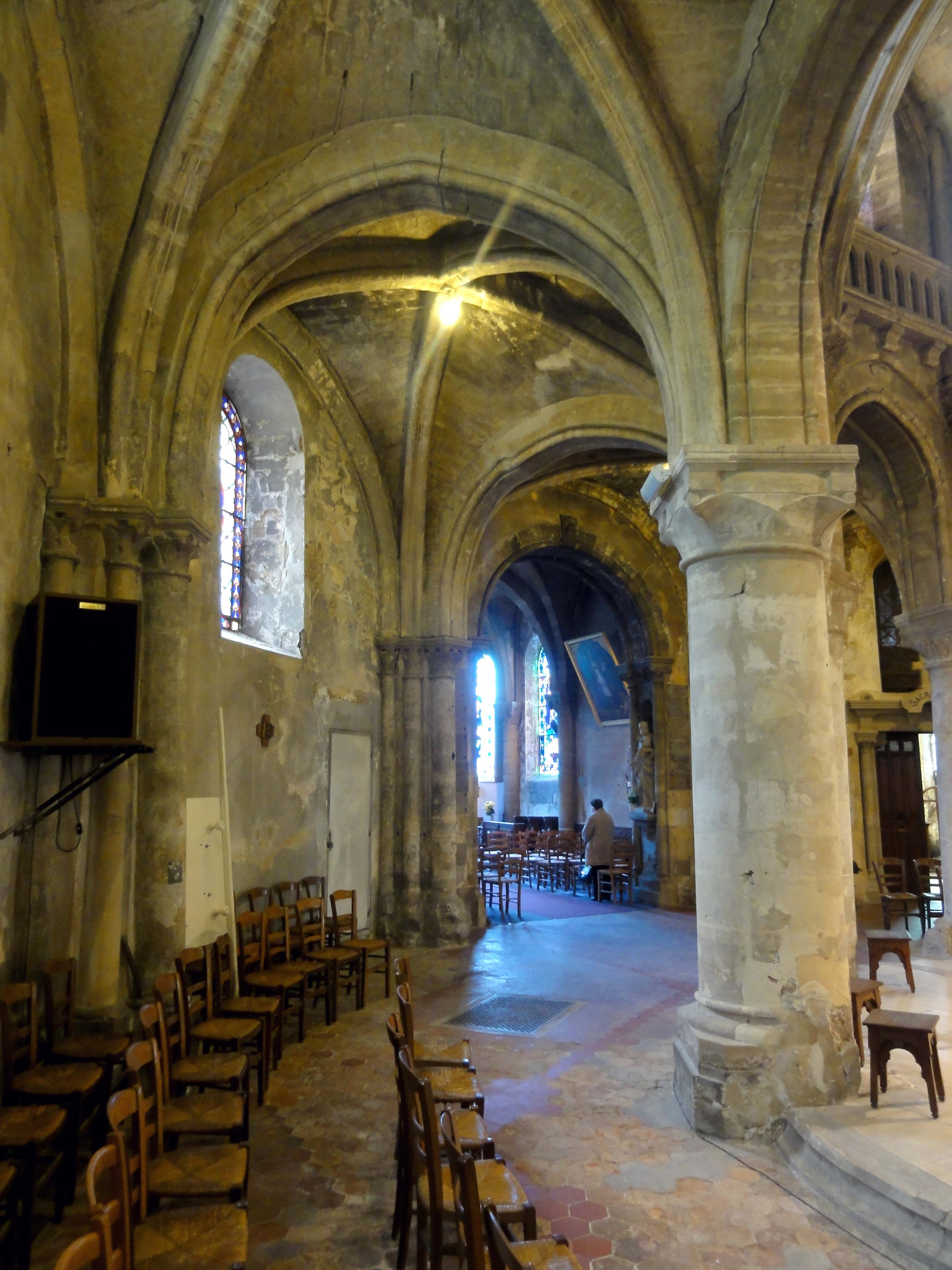
Travée nord, vue vers le sud-est.
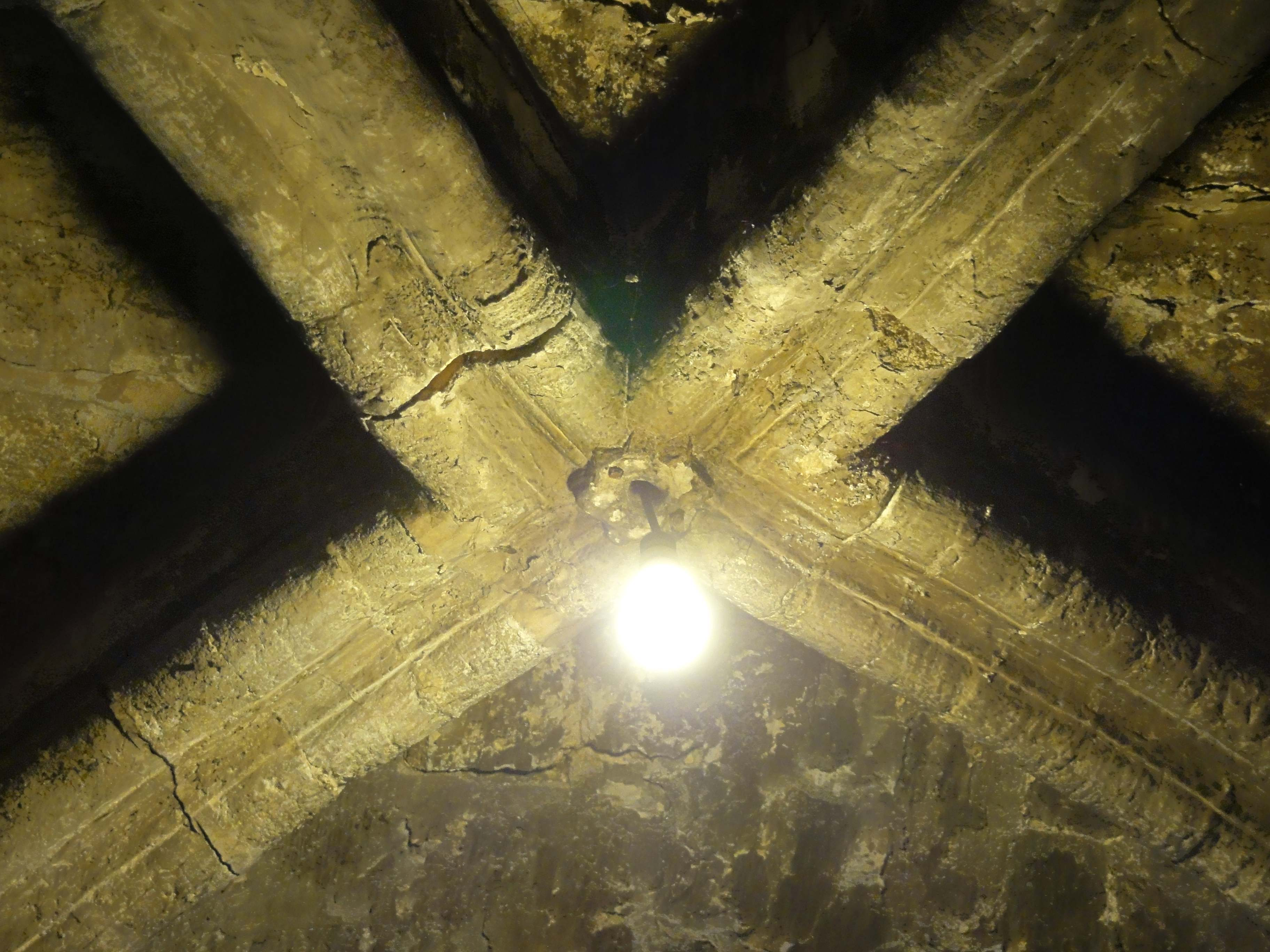
Clé de voûte.

### Extérieur

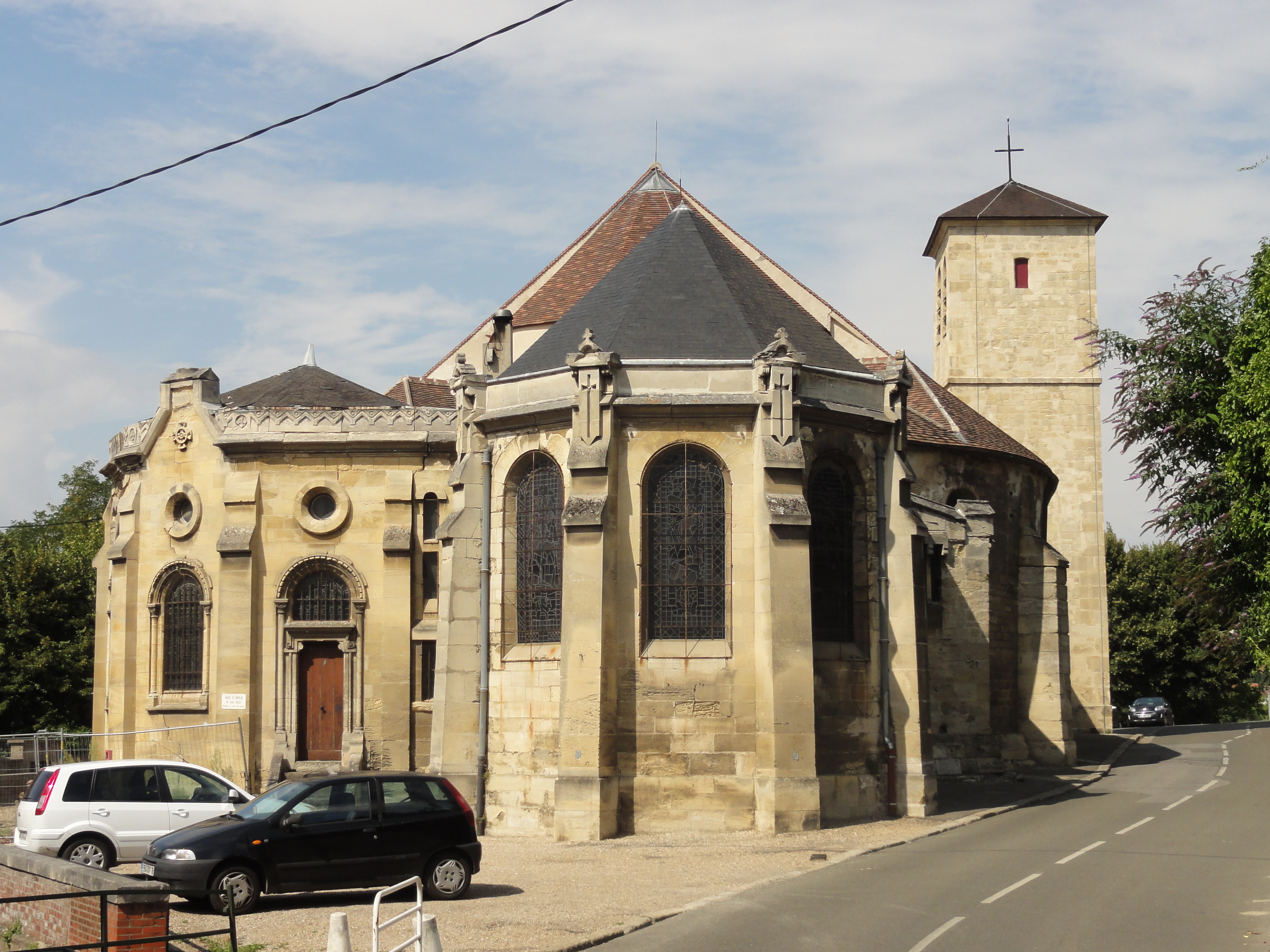
Vue depuis l'est.

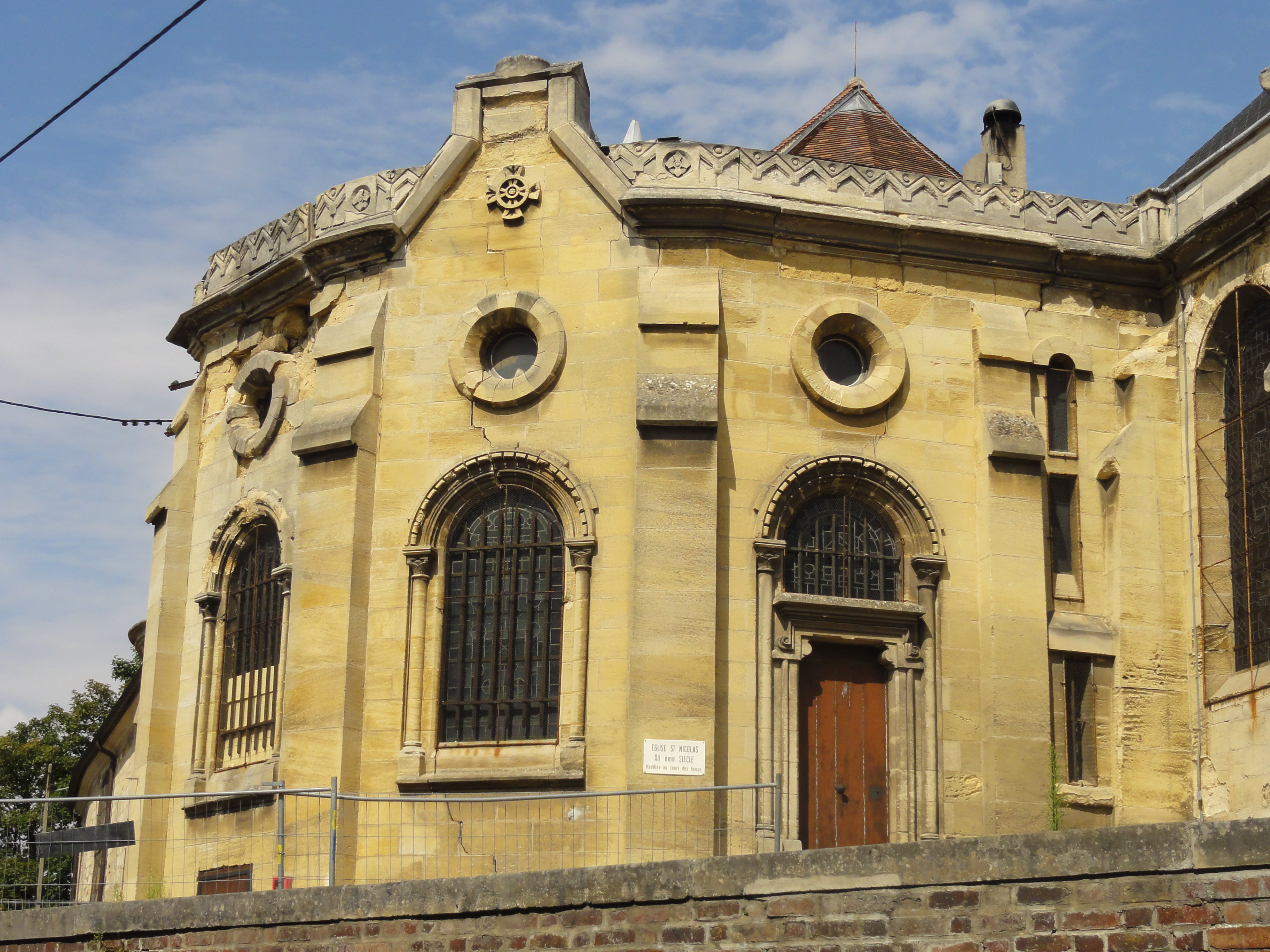
Sacristie.

L'extérieur de l'église est de faible intérêt. La façade de 1764 est tout au moins harmonieuse et équilibrée, et construite avec soin. Mais elle ne se fait qu'un vague reflet de l'architecture néo-classique en vigueur à l'époque. Elle est appareillée en pierre de taille. La partie centrale correspondant à la nef forme un avant-corps légèrement saillant, qui est cantonné de deux pilastres agrémentés de bossages, et surmonté d'un entablement ébauché, sans architrave, et d'un fronton triangulaire aux multiples strates de modénature. Au milieu du fronton, se détache un écusson arborant la date de 1764. La croix en antéfixe est cassée. La décoration est complétée par des acrotères en forme de volutes en bas des demi-pignons des bas-côtés. Tout le reste de la façade manque de caractère. Le portail central et les deux petites portes latérales, en anse de panier, sont dépourvus de toute décoration. Au-dessus du portail central, un bandeau fruste apporte une scansion horizontale. La partie haute de la façade est percée d'une rosace dont le remplage néo-gothique date de 1890. Les bas-côtés sont éclairées par de grandes fenêtres en plein cintre situées au-dessus des portes. À gauche de la façade, le clocher carré de 1764 est placé en léger retrait. Il comporte deux niveaux, dont le premier est deux fois plus élevé que le second, qui constitue l'étage de beffroi. Celui-ci est ajouré de deux baies en plein cintre géminées sur la face occidentale seulement. Sur les autres faces, l'on s'est contenté d'une petite ouverture rectangulaire. Le toit en pavillon, très aplati, date seulement du XXe siècle. Il est à souligner que seulement sept mois se sont écoulés entre la pose de la première pierre du clocher, le 24 mars, et la pose de l'antéfixe, le 19 octobre.
Hormis le pan de mur reliant le clocher à l'angle de la façade, les murs des bas-côtés sont bâtis en moellons irréguliers noyés dans un mortier. Ils présentent les traces de multiples remaniements, et sont en très mauvais état. L'absence quasi totale de contreforts met en exergue leur manque de régularité. Les seuls contreforts se situent au nord-est et au sud-est du déambulatoire. Le mur du bas-côté sud est biais à partir de la deuxième travée, et celui du bas-côté nord, à partir de la quatrième travée, sans que l'on constate le moindre signe du début de la partie tournante du déambulatoire à ce niveau. Les fenêtres ne sont pas toutes de dimensions identiques. L'on cherchera en vain une corniche moulurée, des bossages, des pilastres, des niches à statues ou le moindre ornement architectural. Devant la travée nord-est du déambulatoire, subsiste une partie de l'ancienne sacristie. Afin d'assurer un éclairage direct au rond-point de l'abside, la large toiture à deux rampants qui recouvre les trois vaisseaux s'arrête après la quatrième travée. Les cinq pans du toit à croupes de l'abside sont plus fortement inclinés que les rampants de la toiture principale. En dessous, les murs hauts de l'abside et leurs fenêtres émergent des toits en pavillon assez disparates du déambulatoire. Ils ont été ravalés et sont en bon état, mais n'appellent sinon aucune remarque. Eugène Lefèvre-Pontalis caractérise ainsi les ajouts des années 1870 devant le chevet : « Dans l'axe du chevet a été établie, en 1877, une vaste chapelle qui n'est conçue ni dans le style du XIIe siècle, ni dans le style du XIIIe siècle, et dont l'architecture bâtarde fait peu d'honneur à celui qui en a dirigé la construction. Elle se compose d'une partie droite terminée par trois pans coupés, et elle est recouverte de voûtes sur croisée d'ogives. Nous ne savons où l'architecte a pris le modèle des fenêtres de la chapelle et des colonnes qui reçoivent les nervures, mais on peut être certain que ce n'est pas dans une église du moyen âge. Le style de la nouvelle sacristie adossée au chevet de l'église, n'est pas plus heureux que celui de la chapelle ».